# Perù

Machu Picchu

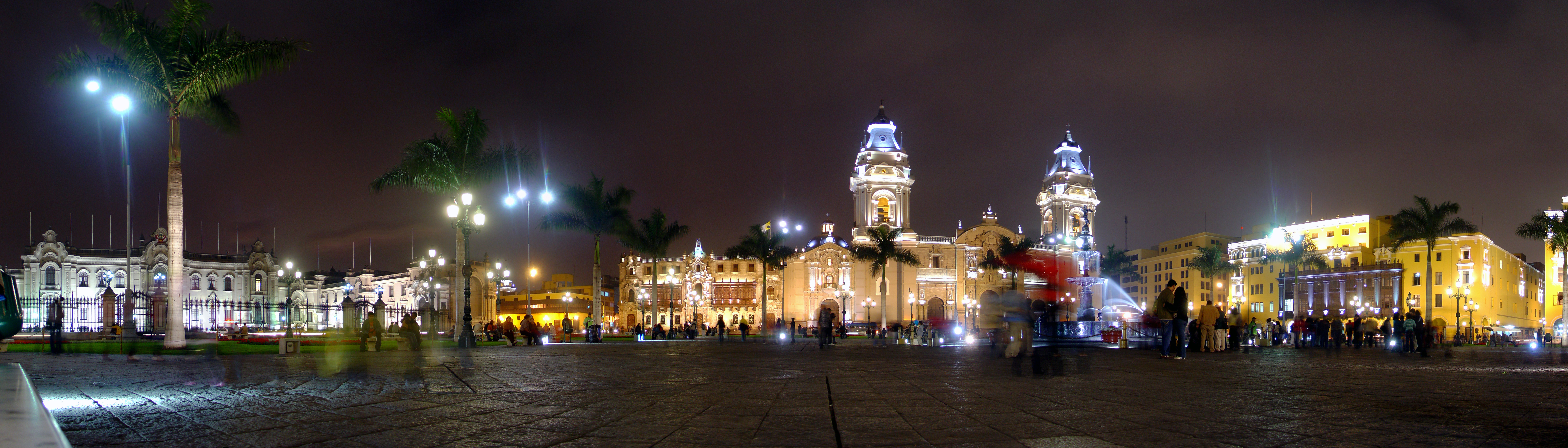
Lima Centro Storico, Patrimonio UNESCO

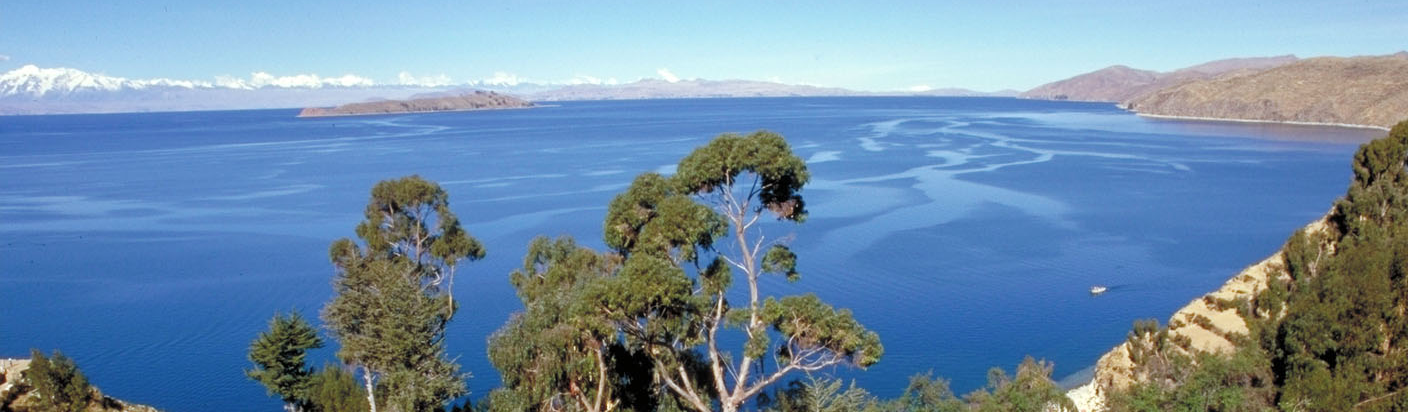
Lago Titicaca

Machu Picchu, Cuzco

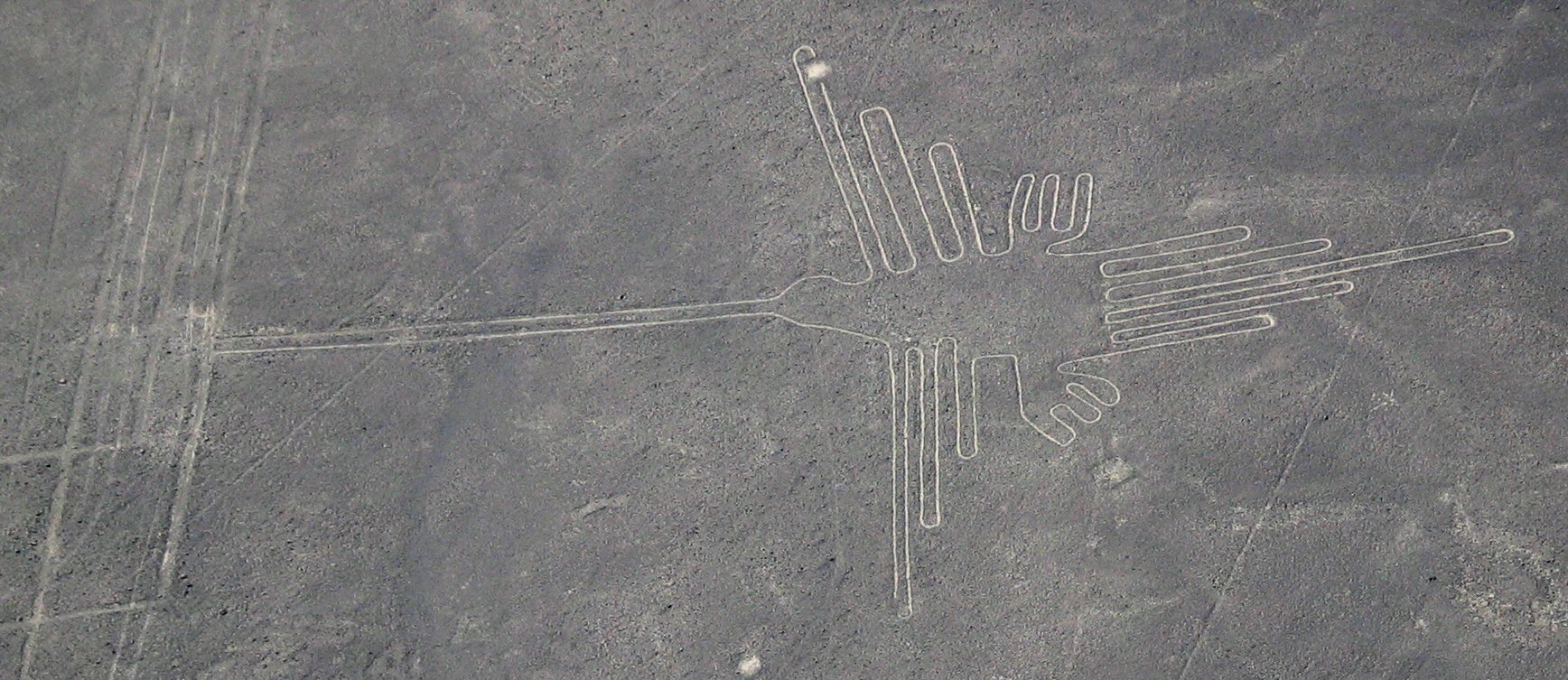
Linee di Nazca

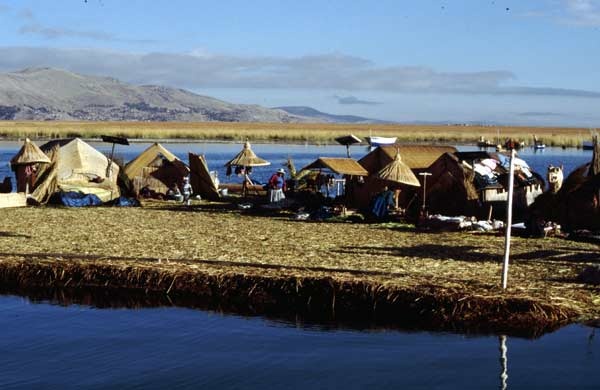
Uros, Titicaca

Il Perù, ufficialmente Repubblica del Perù (in spagnolo República del Perú; in quechua Piruw Suyu; in aymara Piruw Ripuwlika), è uno Stato indipendente dell'America meridionale.
Confina a nord con l'Ecuador, a nord-est con la Colombia, a est con il Brasile, a sud-est con la Bolivia, a sud con il Cile ed è bagnato a ovest dall'oceano Pacifico.
Il Perù è un paese megadiverso, con habitat che variano dalle pianure aride della costa del Pacifico alle vette delle Ande che si estendono da nord a sud-est e alle foreste tropicali del bacino amazzonico a est, con il Rio delle Amazzoni.
Il Perù ha una popolazione stimata al 2023 di 33726000 abitanti su una superficie di 1285220 km² (19º Paese più esteso al mondo e terzo del continente).
Il territorio peruviano fu luogo di varie antiche culture, dalla Caral, la più antica d'America e una delle cinque culle della civiltà, all'impero inca, l'entità statale più estesa del periodo precolombiano.
Il territorio dove sorge il Perù vanta una delle più lunghe storie di civiltà del mondo, che fa risalire la sua eredità al quarto millennio avanti Cristo.
L'Impero spagnolo conquistò la regione nel XVI secolo e vi stabilì un vicereame che comprendeva la maggior parte delle colonie sudamericane, con la sua capitale a Lima.
Nel 1821 il Perù proclamò l'indipendenza dalla Spagna che, tre anni dopo, con la sconfitta nella battaglia di Ayacucho, cessò ogni rivendicazione sulle sue ex-colonie nel continente latinoamericano.
Il Perù è una repubblica presidenziale democratica rappresentativa suddivisa in venticinque regioni amministrative. Si tratta di un paese in via di sviluppo con un alto indice di sviluppo umano con un livello di reddito medio-alto e un tasso di povertà di circa il 19%. È una delle economie più prospere della regione, con un tasso di crescita medio del 5,9%, e ha uno dei tassi di crescita industriale più rapidi del mondo, con una media del 9,6%. 
Le sue principali attività economiche sono l'estrazione mineraria, l'agricoltura, la pesca e la produzione di tessili; degni di nota sono altri settori in crescita, come le telecomunicazioni e le biotecnologie. Il Perù è considerato uno Stato "libero" dalla Freedom House, è un membro attivo della Cooperazione Economica Asia-Pacifico, dell'Alleanza del Pacifico e dell'Organizzazione mondiale del commercio; è considerato una media potenza. Il Perù è uno dei Paesi più diseguali al mondo, con l'1% della popolazione che detiene il 30% della ricchezza.
La popolazione peruviana è multietnica e comprende amerindi, europei, africani e asiatici.
La lingua maggioritaria è lo spagnolo, anche se un numero significativo di peruviani parla quechua o altre lingue native, come l'aymara.
Tale miscela di tradizioni ha portato a una grande varietà culturale, visibile nell'arte, nella letteratura, nella musica e nella cucina.

## Etimologia
La parola Peruviano deriva da viru, il nome di un fiume locale che scorreva vicino al Golfo di San Miguel (Panama) nella prima metà del XVI secolo.
Quando gli spagnoli vi giunsero, nel 1552, quei domini erano la parte più meridionale del Nuovo Mondo in cui gli europei fossero mai giunti.
Così, quando Francisco Pizarro raggiunse le regioni ancora più a sud, queste furono denominate Birú o Perú.
La Corona di Spagna diede al nome uno statuto legale nel 1529 con la Capitolazione di Toledo, la quale designò il caduto impero Inca come Provincia del Perù.
Sotto il mandato spagnolo il paese adottò la denominazione di Secondo regno del Perù, che si convertì in Repubblica del Perù dopo l'indipendenza.

## Storia

### Civiltà precolombiane
I primi reperti della presenza umana in Perù sono datati a 32.000 anni fa. Inizialmente si trattava di nomadi dediti soprattutto alla caccia. Intorno al 4000 a.C. iniziarono a dedicarsi anche all'agricoltura e a creare comunità stabili, soprattutto lungo la linea costiera. Tra il 2000 a.C. e il 1000 a.C. si hanno i primi riferimenti della lavorazione della ceramica, mentre tra il 1000 a.C. e il 300 a.C. (Antico orizzonte) si sviluppa la tessitura e si segnalano notevoli sviluppi nell'uso dell'agricoltura come fonte stabile di sostentamento. Inizia l'epoca dei Chavin durante la quale ebbe inizio l'uso dei metalli (rame e oro).
Il periodo intermedio, che va dal 300 a.C. al 600, vede il declino dello stile Chavin e l'affermarsi di alcune culture locali, come quella Salinar, Paracas, Moche, Trujillo e Nazca. Dal 600 al 1000 si ha il periodo del Medio orizzonte con l'ascesa dei Wari, il primo popolo espansionista di cui si abbia notizia nella zona delle Ande. Ma anche i Wari ebbero vita breve, e furono sostituiti da singoli stati regionali, come il regno dei Chimú, i Chançay, i Chachapoyas, Ica-Chincha, i Chankas. Nel XIII secolo iniziò la storia degli Inca e del Regno di Cuzco, che si trasformò a breve in un impero, il Tahuantinsuyo. Questa civiltà, probabilmente la più importante della regione andina, ebbe massima espansione, anche territoriale, attorno all'inizio del XVI secolo per scomparire pochi decenni più tardi con la colonizzazione spagnola.
Attraverso successioni di guerre e matrimoni tra le nazioni che occupavano la valle, la regione divenne parte dell'Impero Inca. Alla morte dell'imperatore Huayna Cápac l'impero venne diviso tra due dei suoi figli e mentre Atahualpa, il minore dei due, ricevette la parte settentrionale, con capitale Quito, il fratello Huáscar ricevette quella meridionale, che manteneva la vecchia capitale Cuzco. Nel 1530 Atahualpa sconfisse Huáscar e riunificò l'impero sotto di sé.

### La conquista spagnola

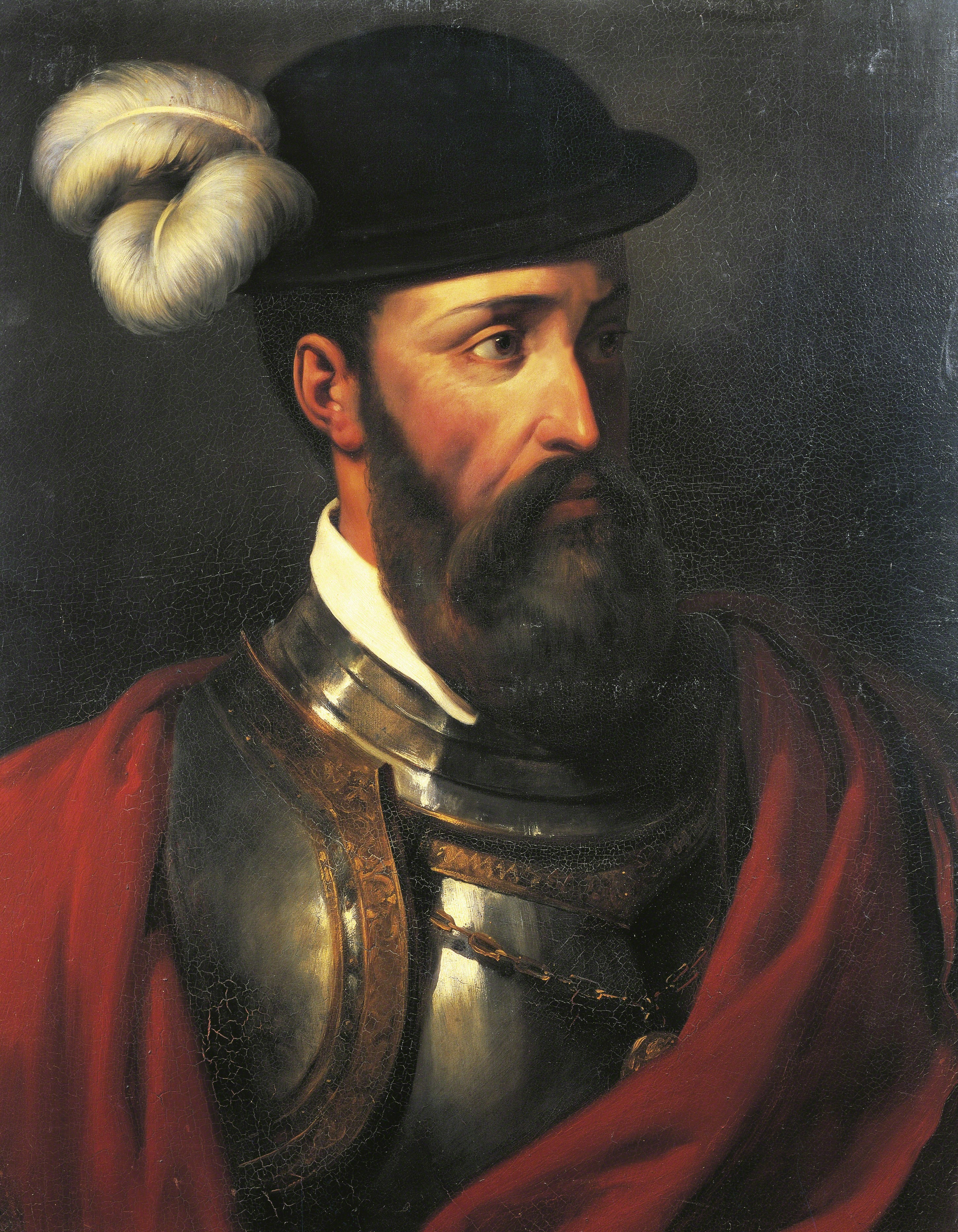
Francisco Pizarro

Stemma di Francisco Pizarro

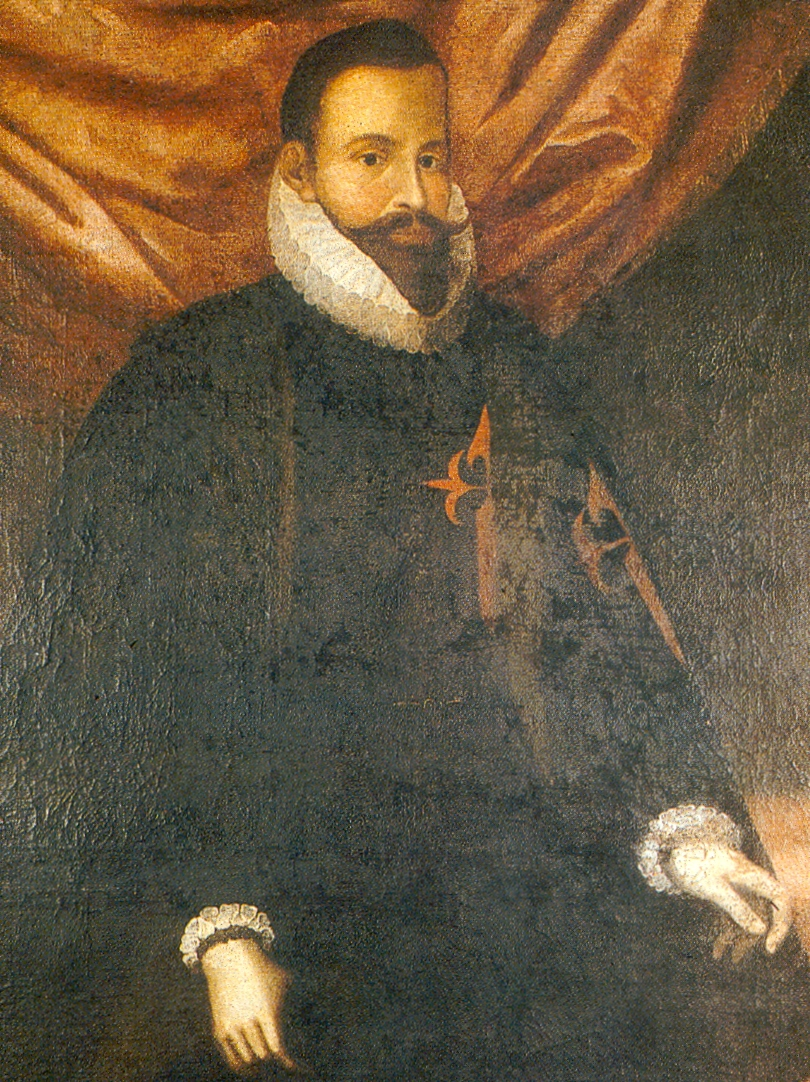
Blasco Núñez Vela

L'impero degli Inca ebbe termine con la cattura di Atahualpa da parte di Francisco Pizarro e, nel 1535, la capitale della nuova colonia venne spostata da Cuzco, situata troppo all'interno, nella nuova città di Lima. Nel 1536 si ebbe l'ultimo tentativo degli Inca di riacquistare l'indipendenza ma, il "ribelle" Manco Inca Yupanqui (conosciuto anche come Manco Capac II), dovette ritirarsi a Vilcabamba, nella giungla, dove fu ucciso nel 1544. Dopo la conquista, completata nel 1537, venne creata la prima audiencia.
Nel 1542 venne istituito il vicereame di Castiglia, in seguito ribattezzato vicereame del Perù, il cui territorio comprendeva buona parte del Sudamerica. Nel 1544 l'imperatore del Sacro Romano Impero Carlo V (Re Carlo I di Spagna) nominò Blasco Núñez Vela primo viceré del Perù, ma il vicereame fu organizzato solo nel 1572 con l'arrivo del viceré Francisco de Toledo, che svolse accurate ispezioni nel territorio coloniale. Nel 1551 fu fondata a Lima la prima università del continente: la Universidad Nacional Mayor de San Marcos. Francisco de Toledo introdusse l'Inquisizione e promulgò diverse leggi cui dovevano obbedire sia indios sia spagnoli, riducendo il potere delle encomienda e l'uso del lavoro forzato a scapito dei nativi. Migliorò la sicurezza del vicereame facendo costruire fortezze, ponti e la Armada del Mar del Sur (flotta del mare meridionale) per combattere i pirati. Nel 1572 pose fine allo Stato di Vilcabamba, facendo giustiziare il sovrano inca Túpac Amaru, e fece prosperare l'economia basata sull'estrazione di minerali, specialmente dalle miniere d'argento di Potosí.

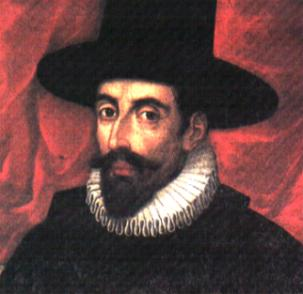
Francisco de Toledo

La prima missione gesuita fu fondata nel 1609 con lo scopo di "civilizzare" la popolazione indigena, ma alcune aree erano state occupate dai portoghesi grazie alle azioni dei bandeirantes, che avevano continuato le scorrerie contro gli indios nella regione del Mato Grosso e dell'Amazzonia nel 1600. Gli spagnoli non furono in grado di arrestare l'avanzata portoghese, in quanto la foce del Rio delle Amazzoni risiedeva a est del limite stabilito, e la morfologia pianeggiante delle regioni del Sertão aveva reso più facile l'avanzamento verso l'entroterra sudamericano a partire da est. Nel 1628 un distaccamento dei bandeirantes rase al suolo una missione spagnola, catturando 60.000 indigeni.
Nel 1617, Francisco de Borja y Aragón divise il governo del Río de la Plata in due, con centro a Buenos Aires e nel Paraguay, entrambe dipendenti dal vicereame del Perù. Il viceré Borja y Aragón creò il Tribunal del Consulado, una corte amministrativa speciale per gestire gli affari commerciali del vicereame. Diego Fernández de Córdoba fece riformare il sistema fiscale e pose fine alle rivalità che stavano danneggiando la colonia.

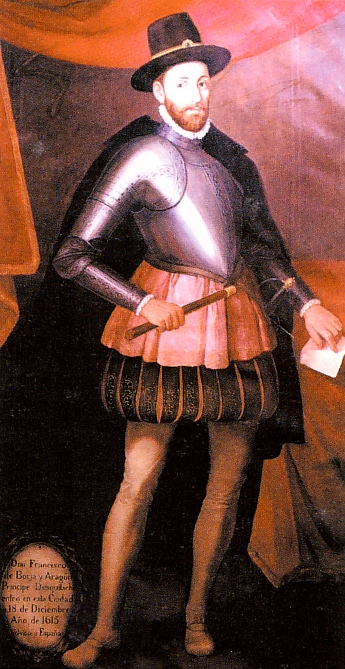
Francisco de Borja y Aragón

Altri viceré, come Fernando Torres, Borja y Aragón, Fernández de Cabrera e Fernández Córdoba fecero rinforzare la flotta e fecero costruire diversi porti per contenere gli attacchi dei pirati. Nella prima metà del XVII secolo, Fernández de Cabrera pose fine a una ribellione degli indios Uru e Araucani.
Nel 1717 venne creato il vicereame della Nuova Granada che includeva una parte delle terre del Perù settentrionale, costituito dalle audiencias di Bogotà, Quito e Panama. La disputa con i portoghesi venne risolta con il trattato di Madrid del 1750, che certificò il trasferimento di gran parte della regione amazzonica dal vicereame del Perù al Portogallo. Nel 1776 fu fondato il viceregno del Río de la Plata, comprendente le odierne Argentina, Bolivia, Paraguay e Uruguay. La creazione dei due vicereami a discapito del territorio del Perù ridussero l'importanza del centro di Lima, spostando buona parte del commercio a Caracas e Buenos Aires, e la riduzione della produzione tessile e mineraria favorì il decadimento del vicereame.
In questo periodo vi furono molti tentativi di ribellione e diverse insurrezioni. Gli Inca tentarono alcune insurrezioni contro i coloni: si accesero quattordici rivolte nel diciottesimo secolo, le più importanti delle quali furono quella comandata da Juan Santos Atahualpa nel 1742 e quella nel 1780 da Túpac Amaru II, che si pose a capo di oltre 90.000 indios, ma l'insurrezione fu soffocata nel sangue. La rivolta dei Comuneros in Paraguay iniziò nel 1721 e terminò nel 1732. Gli spagnoli espulsero i gesuiti nel 1767 dai vicereami. Sempre gli indios, nel 1814, capeggiarono un movimento indipendentista, ma anche questo tentativo fallì.

### L'indipendenza
Il 28 luglio 1821 il generale José de San Martín, al comando della Spedizione di Liberazione del Perù proveniente dal Cile, dichiara l'indipendenza del Perù. Tuttavia, la situazione rimaneva instabile e l'effettiva liberazione del Paese fu completata solo quando terminò la guerra contro la Spagna. Sotto il comando di Simón Bolívar, nel 1824 viene definitivamente sconfitto l'Esercito realista del Perù; l'epilogo si ebbe quando il Generale Antonio José de Sucre nel dicembre di quell'anno sconfisse le truppe spagnole nella Battaglia di Ayacucho. Il Perù comincia così a formarsi sotto il protettorato di José de San Martín mediante la costituzione di un Congresso costituente.
L'indipendenza del Perù è uno dei tanti capitoli delle guerre di emancipazione ispano-americana, che cominciò nel 1808 e terminò nel 1829, e che vide la monarchia spagnola scontrarsi con i nascenti stati latino-americani che pretendevano l'indipendenza. Inoltre, prima dell'emancipazione ispano-americana e durante la formazione del Perù coloniale, si svilupparono altre ribellioni e rivoluzioni, che avevano come obiettivo la formazione di uno Stato peruviano indipendente dall'impero spagnolo. Dopo l'indipendenza del Perù seguì l'indipendenza del resto dell'America latina; ciò avvenne tra il 1811 e il 1903.

### Storia recente
I primi anni dell'indipendenza furono alquanto caotici e caratterizzati da piccole guerre di potere. Nel 1836 la Bolivia invase il Perù, per formare la Confederazione Perù-Bolivia, che ebbe fine a seguito dell'intervento militare del Cile nel 1839 (Guerra della Confederazione).
Nel 1845 salì al potere Ramón Castilla, il primo a promulgare, nel 1860, una Costituzione democratica. Dal 1864 al 1866 il Perù, fiancheggiato da Ecuador, Bolivia e Cile, fu in guerra contro la Spagna per il possesso delle isole Chincha. In questo periodo spicca la figura di colui che è considerato l'eroe nazionale peruviano  Francisco Bolognesi (1816-1880), di origini italiane.
Nella seconda metà dell'Ottocento iniziò un modesto fenomeno emigratorio dall'Europa verso il Perù. Oltre 100.000 Italiani si trasferirono a Lima e dintorni, creandovi la comunità degli Italo-peruviani, assieme ad altrettanti europei (specialmente ebrei). Nel 1919 Augusto Leguía y Salcedo instaurò una dittatura militare, la prima di una lunga serie, fino a quando, nel 1939, divenne presidente il banchiere Manuel Prado Ugarteche. Nel 1948 un colpo di Stato militare portò al potere Manuel Arturo Odría, che dichiarò fuorilegge i partiti politici.
Sendero Luminoso apparve negli anni Settanta nelle università. Questi studenti, molti dei quali erano di origine contadina, ritornarono poi nelle loro comunità e organizzarono comitati di partito locali. L'abbandono da parte dello Stato di alcune zone rurali favorì l'insediamento del partito. Nel giugno 1979, le manifestazioni per l'istruzione gratuita furono duramente represse dall'esercito: secondo i dati ufficiali, diciotto persone furono uccise, ma le stime non governative suggeriscono diverse decine di morti. Questo evento portò a una radicalizzazione delle proteste politiche nelle campagne e alla fine portò allo scoppio della lotta armata. Dopo l'inizio di questa lotta armata, le nuove reclute di Sendero Luminoso furono generalmente contadini con poca politicizzazione, invece di attivisti realmente politicizzati.
La storia recente (1980-2000) fu caratterizzata anche dallo scontro tra lo Stato peruviano e due gruppi armati di sinistra: i militanti maoisti di Sendero Luminoso, sotto la guida di Abimael Guzmán, e il Movimiento Revolucionario Túpac Amaru (MRTA), comandato da Víctor Polay Campos. La Commissione di verità e riconciliazione, creata nel 2000 per determinare gli effetti della guerra, concluse nel 2003 che questo conflitto interno causò la morte di 70 000 cittadini, principalmente nelle zone andine e parlanti quechua. Uno studio del 2019 ha contestato i dati sulle vittime della Commissione Verità e Riconciliazione, stimando invece "un totale di 48.000 uccisioni, sostanzialmente inferiore alla stima della TRC" e concludendo che le uccisioni perpetrate da "lo Stato peruviano rappresenta una quota significativamente maggiore rispetto a Sentiero Luminoso".
Nel 1990 fu eletto Alberto Fujimori, il quale fece un colpo di Stato il 5 aprile 1992, sciogliendo il Parlamento e instaurando la legge marziale. Nell'ottobre 1993, riuscì a far approvare una nuova costituzione, che prevedeva la possibile rielezione del presidente per due mandati consecutivi, ampliandone notevolmente i poteri. Per combattere l'inflazione, Fujimori adottò misure di austerità molto severe. La valuta fu svalutata del 200%, centinaia di aziende pubbliche furono privatizzate e furono perduti 300.000 posti di lavoro. Fujimori riuscì a ridurre significativamente l'inflazione, ma non la povertà. La sua presidenza fu fortemente segnata dall'autoritarismo, dall'uso di squadroni della morte, dalla repressione politica e dalla promulgazione di leggi antiterrorismo. Fujimori istituì anche un programma di sterilizzazione forzata per le popolazioni indigene: 330.000 donne e 25.000 uomini ne furono vittime, secondo un rapporto del Ministero della Salute. L'obiettivo sarebbe stato quello di frenare la demografia per beneficiare dell'aumento dell'assistenza economica promessa dagli Stati Uniti, ma anche per ridurre le popolazioni altamente svantaggiate sospettate di simpatizzare con i guerriglieri.
Nel 1995 Fujimori fu rieletto presidente e, durante questo mandato, il suo Paese fu impegnato in scontri militari con l'Ecuador per alcune aree di confine contese tra i due stati; solo nel 1998 fu firmato un trattato che riportò la pace. Alla fine degli anni Novanta, i mezzi di comunicazione più importanti erano controllati dal governo per facilitare la rielezione di Fujimori: era stata formata una vasta rete di corruzione dal consigliere presidenziale, Vladimiro Montesinos, il capo dei servizi d'intelligence. Nel 2000 ci furono nuove elezioni presidenziali e nuova vittoria di Fujimori che, però, fu contestato per sospetti brogli elettorali e scandali di corruzione. Nel novembre 2000, Fujimori viaggiò nel Brunei per partecipare al summit dell'Asia-Pacific Economic Cooperation (APEC), ma non ritornò più in Perù: si fermò nel Giappone e rinunciò alla presidenza via fax. Nel 2002 fu eletto a Presidente della repubblica il moderato Alejandro Toledo Manrique.
Nel 2006 furono celebrate le nuove elezioni presidenziali. Il 4 giugno si svolsero il turno di ballottaggio (nel quale si affrontarono i due candidati che avevano ottenuto più voti al primo turno) che vide il prevalere del candidato socialdemocratico Alan García, al secondo mandato presidenziale, sul candidato nazionalista e antiliberista Ollanta Humala.
Il 15 agosto 2007 il paese è stato colpito da due violente scosse di terremoto (le maggiori registrate nella zona dagli anni 1980) che secondo un primo bilancio hanno causato la morte di 510 persone e 1.150 feriti.

## Geografia

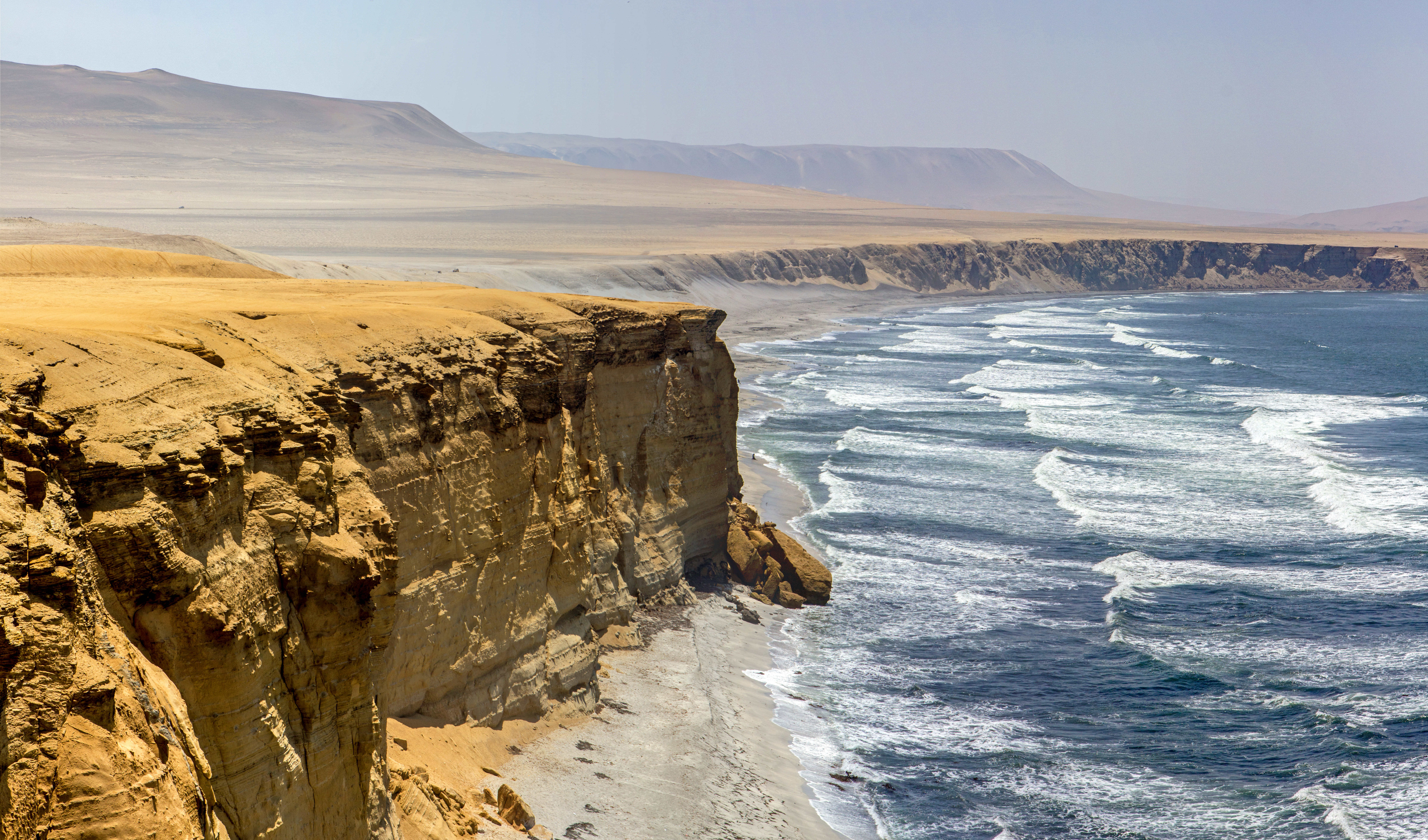
Riserva di Paracas, Patrimonio UNESCO

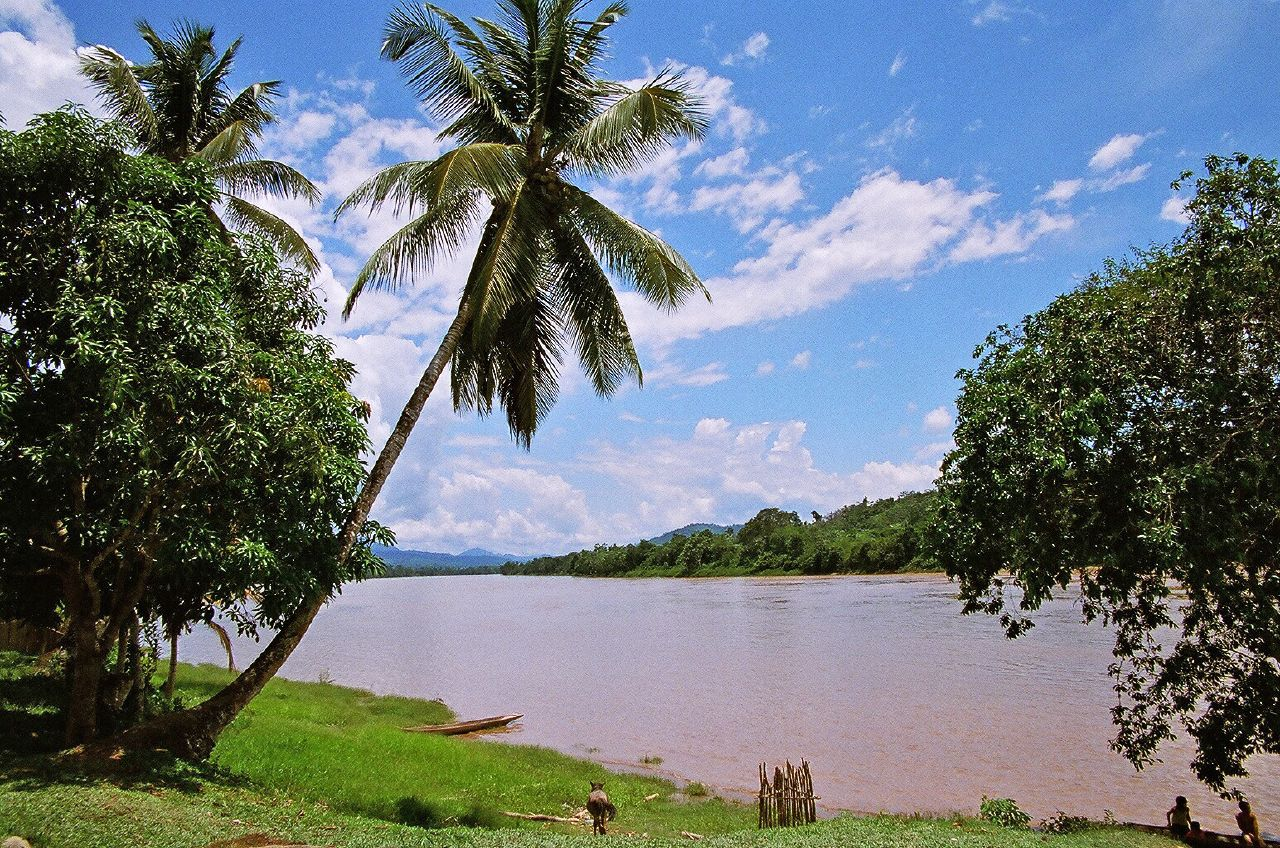
Fiume Huallaga, Foresta Peruviana

Il Perù, con un'estensione di 1.285.216 km² è il terzo Paese del Sud America per grandezza del territorio (dopo Brasile e Argentina). Confina con l'Ecuador e la Colombia a nord, il Brasile a est, la Bolivia a sud-est, il Cile a sud, e l'Oceano Pacifico a ovest. La Cordigliera delle Ande corre parallela all'Oceano Pacifico, e separa le tre regioni tradizionalmente utilizzate per descrivere geograficamente il paese. La Costa, a ovest, è una stretta pianura, in gran parte arida, con l'eccezione delle valli create da fiumi stagionali. 
La Sierra è la regione delle Ande, costituita da altopiani con vette che superano spesso i 6000 metri di altezza (come, ad esempio, il monte Huascarán, che raggiunge i 6768 m). La Selva è formata da un vastissimo bassopiano che è attraversato da grandi fiumi (Marañón, Ucayali) che danno origine al Rio delle Amazzoni; questa regione, dal clima caldo e umido, è ricoperta da un manto di foreste impenetrabili, ed è la zona meno abitata del Perù (meno di 1 abitante per chilometro quadrato)..

### Orografia

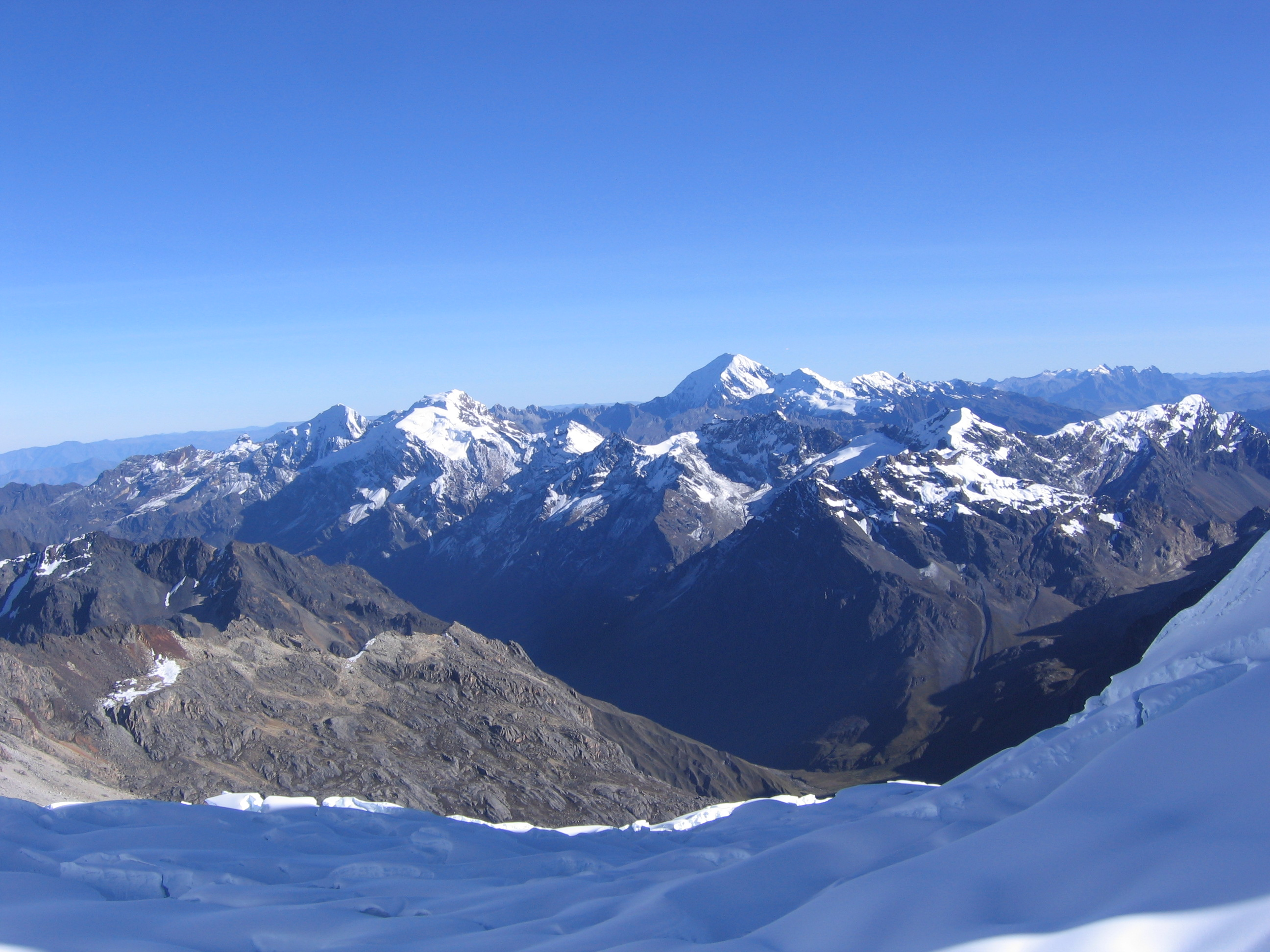
Cordigliera delle Ande

In questo tratto le Ande centrali raggiungono il massimo della loro larghezza con diverse dorsali montuose che corrono parallele. Le Ande centrali si estendono dal nudo de Pasto al Nevado Tres Cruces, in Cile. Comprendono gran parte di quello che attualmente è il Perù e sono considerate la zona centrale delle Ande dove si sono avuti i più elevati livelli di sviluppo economico e sociale. Le montagne sono disposte in due catene separate dall'altopiano andino. La vetta più alta della regione è il Monte Huascarán (6768 m) e, nella zona cilena, il nevado Ojos del Salado (6891 m). Si formano due grandi laghi, il Titicaca ed il Poopó. Le mesetas interne formano le pianure boliviane. Il clima è caldo arido ed il bioma dominante è il deserto. La popolazione è concentrata soprattutto nell'altopiano e lungo le coste.

### Idrografia

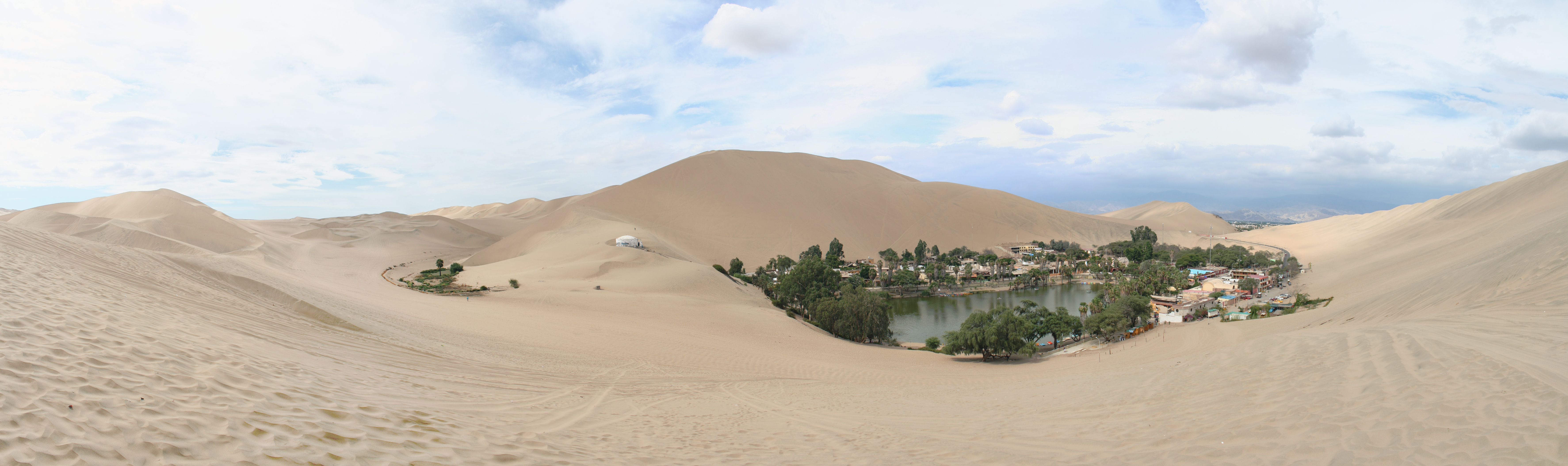
Oasi della Huacachina, Ica

Il Perù contiene il 3,7% dell'acqua dolce totale del pianeta. I maggiori bacini idrografici sono tre; il bacino del Rio delle Amazzoni, che scorre a est delle Ande, il bacino del Pacifico, dove scorrono fiumi che nati dalla Cordigliera scorrono a ovest verso il Pacifico, e la conca del Lago Titicaca, al confine con la Bolivia. Il Titicaca è il secondo lago più vasto dell'America meridionale, nonché il più alto lago navigabile del mondo (3800 m s.l.m.).

### Clima
A differenza di altri paesi vicini all'equatore, il Perù non ha un clima tropicale in tutte le sue regioni. Le alte montagne andine e la corrente di Humboldt determinano una grande diversità climatica tra le diverse regioni. La costa, fino ai 2000 m, ha un clima subtropicale arido, con temperature influenzate dalle correnti oceaniche; nonostante la latitudine tropicale, infatti, sulla costa soffiano spesso i venti antartici della corrente di Humboldt, secca e fredda, il che determina una quasi assenza delle piogge sulla costa ed una temperatura più da zona temperata che da zona tropicale, con valori compresi tra 20 e 27 gradi e precipitazioni inferiori a 200 mm all'anno. Talvolta, El Niño porta correnti più calde e umide, soprattutto nella parte settentrionale della costa.
Nella sierra oltre i 1000 m il clima è temperato, le temperature si aggirano sui 20 gradi e le precipitazioni comprese tra 500 e 1200 mm all'anno. Al di sopra dei 3000 m le temperature si abbassano ulteriormente avvicinandosi ai 0 °C.
Nell'Amazzonia invece il clima è generalmente più caldo e piovoso, con temperature comprese tra i 25 e 30 °C e precipitazioni costantemente attorno ai 2000 mm all'anno.

## Popolazione

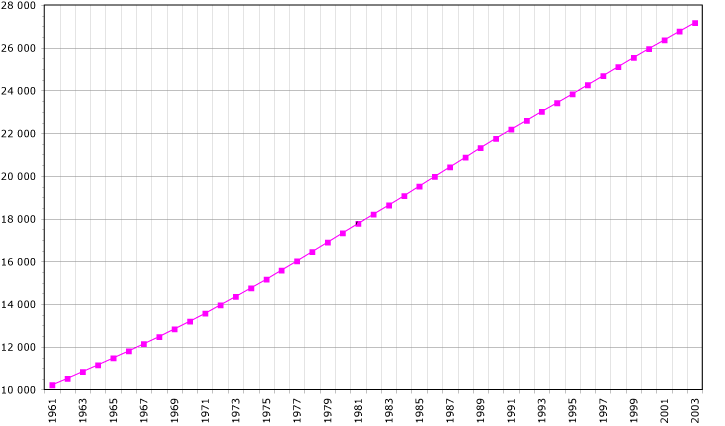
Crescita demografica del Perù.

Con una popolazione di oltre 31.000.000 di abitanti secondo un calcolo dell'INEI (Istituto Nazionale di Statistica e Informatica) del 2016, il Perù è il quarto paese più popolato del Sudamerica. La densità di popolazione è di 22 abitanti per km² e il tasso di incremento annuo è 1,6%. Il 54,6% della popolazione peruviana vive sulla costa, il 32,0% nella regione andina e il restante 13,4% nella selva amazzonica.
La popolazione urbana equivale al 76% e quella rurale al 24% del totale. Le principali città si trovano lungo la costa, i maggiori centri sono: Piura, Chiclayo, Trujillo, Chimbote, Lima, Ica. Nella regione andina le principali città sono Arequipa, Cajamarca, Ayacucho, Huancayo e Cuzco. Infine nella selva amazzonica la città più importante è Iquitos, seguita da Pucallpa, Tarapoto e Juanjuí. Salvo le città di Chimbote, Tarapoto e Juanjui, tutte le altre sono capoluoghi di regione.

### Etnie

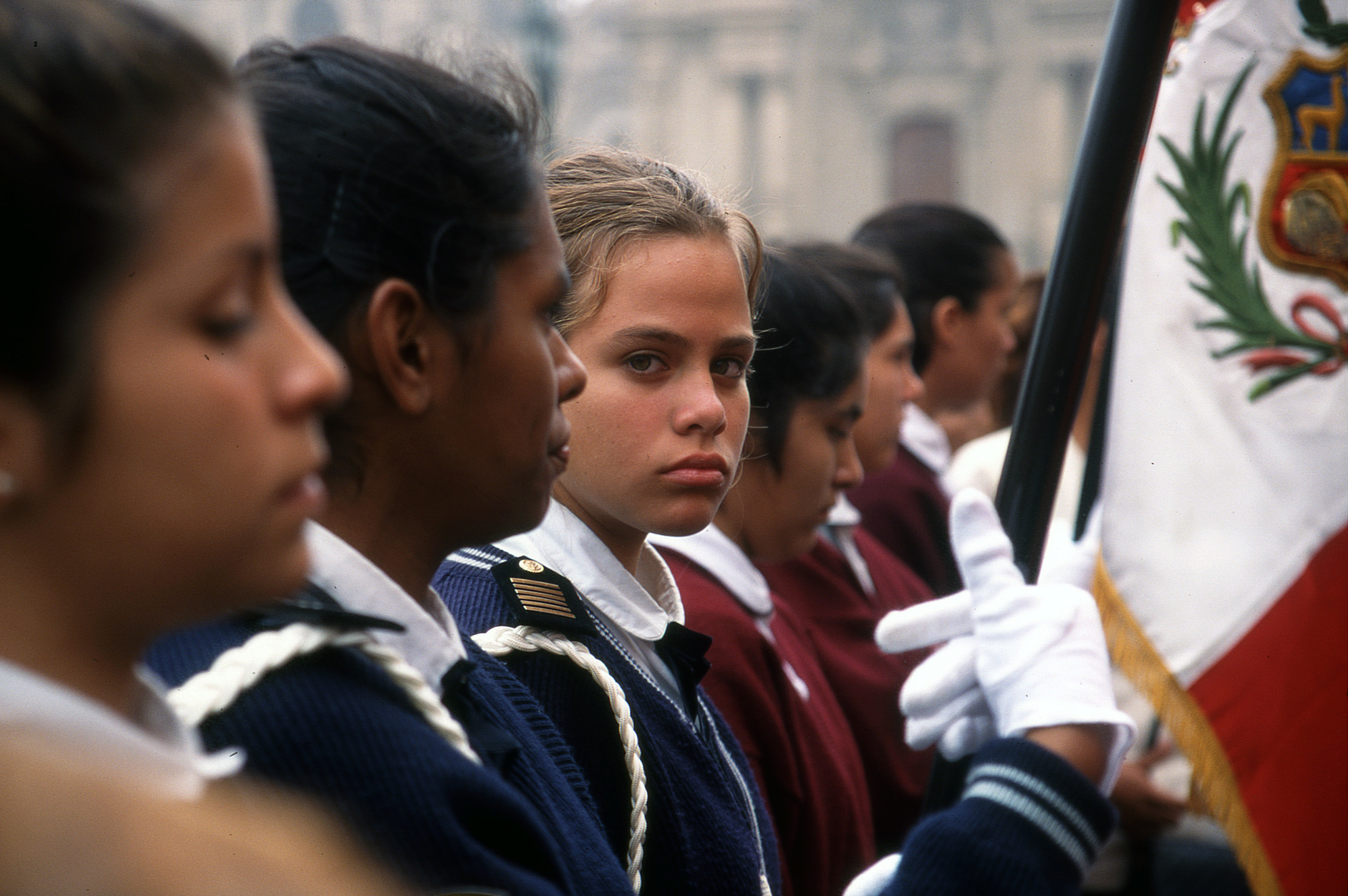
Studentesse durante le feste di maggio Lima

Il Perù è un paese multietnico, formato dalla combinazione di diverse etnie, avvenuta nell'arco degli ultimi cinque secoli. Le popolazioni indigene vissero nell'attuale territorio peruviano per vari millenni prima della conquista spagnola del XVI secolo. Successivamente, a causa delle epidemie portate dagli europei, le guerre e i massacri da parte dei conquistadores, la popolazione diminuì drasticamente: dai 9 milioni di abitanti stimati nel 1520, ai circa 600.000 intorno al 1620. Durante il viceregno, numerosi spagnoli e africani giunsero in Perù, mescolandosi tra loro e con la popolazione nativa. Successivamente all'indipendenza si è avuta una graduale immigrazione europea, principalmente da Italia, Spagna, Inghilterra, Germania e Francia. Da segnalare anche una lieve immigrazione di arabi, pakistani, bengalesi e giapponesi.
La percentuale è così composta: Amerindi puri 45%, Meticci 37%, Bianchi 15%, Neri (compresi i mulatti e gli zambos) 2%, Asiatici 1%.

### Lingua
La lingua spagnola è parlata dall'84,1% della popolazione. Le altre due lingue ufficiali sono il quechua, parlato dal 13,7% della popolazione, e l'aymara, parlato dall'1,7%. Nel paese si parlano anche altre lingue native americane, ma i locutori complessivamente rappresentano l'1,2% della popolazione.

### Religione
In Perù la principale religione è il cattolicesimo. In base al censimento del 2007, l'81,3% della popolazione maggiore di 12 anni si considera di fede cattolica, il 12,5% di fede evangelica, il 3,3% appartiene ad altre religioni e il restante 2,9% non lo specifica.

## Ordinamento dello stato
Il Perù è suddiviso in 25 regioni alle quali va aggiunta la provincia di Lima che non appartiene a nessuna regione. Le regioni sono a loro volta suddivise in 195 province le quali sono composte da 1832 distretti.
| Regioni del Perù (18-07-2005) |                   |                   |            |                  |
| Nr.                           | Regione           | Superficie in km² | Abitanti   | Capoluogo        |
| 1.                            | Amazonas          | 39.249,13         | 398.582    | Chachapoyas      |
| 2.                            | Ancash            | 35.914,81         | 1.039.460  | Huaraz           |
| 3.                            | Apurímac          | 20.895,79         | 418.837    | Abancay          |
| 4.                            | Arequipa          | 63.345,39         | 1.140.214  | Arequipa         |
| 5.                            | Ayacucho          | 43.814,80         | 619.552    | Ayacucho         |
| 6.                            | Cajamarca         | 33.317,54         | 1.359.829  | Cajamarca        |
| 7.                            | Cusco             | 71.986,50         | 1.171.503  | Cusco            |
| 8.                            | Huancavelica      | 22.131,47         | 446.708    | Huancavelica     |
| 9.                            | Huánuco           | 36.848,85         | 731.082    | Huánuco          |
| 10.                           | Ica               | 21.327,83         | 665.754    | Ica              |
| 11.                           | Junín             | 44.197,23         | 1.091.619  | Huancayo         |
| 12.                           | La Libertad       | 25.499,90         | 1.540.160  | Trujillo         |
| 13.                           | Lambayeque        | 14.231,30         | 1.090.450  | Chiclayo         |
|                               | Lima              | 34.948,57         | 8.630.004  | Lima             |
| 14.                           | Callao            | 146,98            | 813.264    | Callao           |
| 15.                           | Provincia di Lima | 2.672,28          | 6.954.583  | Lima             |
| 16.                           | Regione di Lima   | 32.129,31         | 862.157    | Huacho           |
| 17.                           | Loreto            | 368.851,95        | 884.144    | Iquitos          |
| 18.                           | Madre de Dios     | 85.300,54         | 92.047     | Puerto Maldonado |
| 19.                           | Moquegua          | 15.733,97         | 159.954    | Moquegua         |
| 20.                           | Pasco             | 25.319,59         | 266.553    | Cerro de Pasco   |
| 21.                           | Piura             | 35.892,49         | 1.630.665  | Piura            |
| 22.                           | Puno              | 71.999,00         | 1.245.478  | Puno             |
| 23.                           | San Martín        | 51.253,31         | 669.973    | Moyobamba        |
| 24.                           | Tacna             | 16.075,89         | 274.451    | Tacna            |
| 25.                           | Tumbes            | 4.669,20          | 191.713    | Tumbes           |
| 26.                           | Ucayali           | 102.410,55        | 402.445    | Pucallpa         |
|                               | Peru              | 1.285.197,60      | 26.152.265 | Lima             |

### Università
La più antica università, non solo del Perù ma di tutte le Americhe, è l'Universidad Nacional Mayor de San Marcos, con sede a Lima, fondata il 12 maggio 1551 con decreto dell'imperatore Carlo V d'Asburgo, col nome di Real y Pontificia Universidad de la Ciudad de los Reyes de Lima.

### Ordinamento scolastico
Il sistema educativo obbligatorio del Perù è costituito da tre livelli:
- la "educacion inicial" che è la scuola dell'infanzia e inizia intorno ai 2/3 anni;
- la "educacion primaria" che dura 6 anni;
- la "educacion secundaria" che dura 5 anni.

Successivamente si può accedere alle università o altri istituti superiori, ma solo dopo aver effettuato un esame di ammissione, la cui difficoltà varia in base al tipo di istituto che si intende frequentare.
- Tasso di alfabetizzazione: 94,1%[36].
- Studenti universitari: 1 milione circa, di cui il 69% studia in università private e il 31% in università pubbliche[37].

#### Gli scenari della povertà
Cifre ufficiali dell'AQO, consegnate nell'ultimo rapporto dell'UNICEF (2004) sulla situazione dell'infanzia in Perù, indicano che due terzi dei bambini fino a 17 anni di età vivono sotto la soglia di povertà e circa la metà dei bambini fino a 11 anni, risiedono nelle zone rurali. In Perù, in termini assoluti, ci sono 4,5 milioni di bambini con un'età inferiore a 11 anni che vivono in povertà.

#### Educazione infantile
Dal punto di vista educativo, il tasso di frequenza scolastica è abbastanza alto. Anche se ci sono differenze visibili in base alle diverse estrazioni socioeconomiche, solo il 9,1% dei bambini tra i 6 e i 17 anni, all'interno della fascia di estrema povertà, non ha frequentato nessun centro educativo nel 2000. Le differenze di dispersione scolastica in termini di genere non sono statisticamente significative in nessuno dei casi. Il problema maggiore è nell'istruzione dei bambini di età inferiore ai 6 anni, dove l'attenzione che ricevono da parte dello Stato è marcatamente iniqua. La fascia dei bambini di 5 anni di età è seguita in media nel 75% dei casi, quella dei bambini di 3-4 anni solo nel 38% dei casi; mentre i bambini dagli 0 ai 2 anni che hanno dei servizi a loro disposizione rappresentano il 2,5% del totale.
Inoltre si è sperimentato un serio arretramento nel decennio passato, passando dal fornire servizi a 290.000 bambini nel 1990 a 275.000 nel 2001.

#### Maltrattamenti e violenza
Il rapporto UNICEF presenta un'informazione importante riguardo alle punizioni somministrate ai bambini all'interno del contesto familiare. È possibile osservare, ad esempio, come i livelli di aggressioni e di violenza sono maggiori nelle famiglie più povere; il 31,8% delle madri appartenenti alle fasce più povere ammettono di fare uso della violenza fisica per castigare i propri figli, contro l'11% delle madri delle fasce più alte.
Questa violenza ammessa nei confronti del bambino appare associata, inoltre, al livello di istruzione della madre. A un minor grado di istruzione corrisponde un maggior numero di aggressioni nei confronti dei figli: il 56% delle madri senza alcun tipo di istruzione usa la violenza fisica per punire i figli, contro il 24% delle madri con un livello di istruzione superiore.
Colpisce, senza dubbio, il fatto che le madri con un livello di istruzione secondario o superiore che utilizzano metodi punitivi violenti sono circa 1/3. Risulta anche distintivo il fatto che avere un'istruzione primaria o non averne alcuna, non fa una gran differenza in termini di preferenza per le punizioni violente: in entrambi i casi si raggiunge una percentuale di poco superiore al 50%.

## Politica

### Politica interna
Il Perù è una Repubblica presidenziale democratica rappresentativa con un sistema multi-partitico. Secondo l'attuale costituzione (Constitución Política del Perú de 1993), risalente al 31 dicembre 1993, il Presidente è il capo dello Stato e del governo, è eletto per cinque anni e può essere rieletto solo dopo che sia trascorso un altro intero mandato successivo al suo precedente, ma non può esercitare per due mandati consecutivi.
Il presidente nomina il primo ministro e, con i consigli di quest'ultimo, il resto del Consiglio dei ministri. Il Congresso è unicamerale formato da 130 membri eletti anch'essi per un mandato di cinque anni. Il Presidente della Repubblica (potere esecutivo) e il ramo legislativo possono proporre le leggi, che poi devono passare dal Congresso e promulgate dal presidente.
La magistratura è un organismo indipendente dal governo.
Il governo peruviano è eletto direttamente, e il voto è obbligatorio per tutti i cittadini di età compresa tra 18 e i 70 anni.
Il Perù è considerato il quarto paese più pericoloso al mondo per gli attivisti ambientali, dopo Brasile, Honduras e Filippine. Gli omicidi di attivisti ambientali sono aumentati negli ultimi anni.

### Politica estera
Il Ministro de Relaciones Exteriores del Perú è incaricato di formulare, eseguire e valutare le politiche estere del paese, amministrando anche le missioni diplomatiche negli stati stranieri.
Le relazioni estere sono stati dominati da conflitti di confine con i paesi vicini (Ecuador e Cile), la maggior parte delle quali sono state risolte nel corso del XX secolo. Attualmente, il Perù contesta i suoi limiti marittimi con il Cile nel Pacifico. Il Perù è uno dei fondatori della Comunità andina ed è membro di organizzazioni internazionali come l'Organizzazione degli Stati Americani e delle Nazioni Unite. Le forze armate peruviane sono composte da un esercito, una marina e una forza aerea, le cui missioni sono la salvaguardia dell'indipendenza, la sovranità e l'integrità territoriale del paese. Le forze armate sono alle dipendenze del Ministero della Difesa e al presidente come comandante in capo. Il servizio obbligatorio di leva è stato abolito nel 1999 e sostituito dal servizio militare volontario.

## Economia

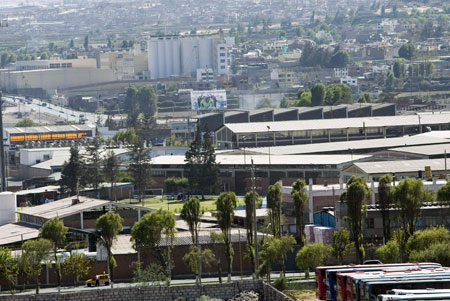
Città "Bianca" di Arequipa Industriale

La situazione economica del Perù è tale da chiedersi perché l'economia peruviana sia relativamente poco sviluppata, con il 38% della popolazione che vive sotto la soglia di povertà, quando il paese è potenzialmente molto ricco perché fornito di risorse energetiche e minerarie, anche se quest'ultime vengono sfruttate solo in minima parte, e quindi potrebbe raggiungere un buon livello di sviluppo economico.

### Storia
Nel 1997 la crescita economica è stata del 7%, ma non più del 1% nel 1998, a causa degli effetti disastrosi di "El Niño", che ha provocato inondazioni con conseguenze sulla pesca, oltre le crisi finanziarie in Asia, Brasile e Russia. Tuttavia, nel XXI secolo l'economia peruviana è stata quella a più alta crescita dell'America Latina, crescita costante unita a bassa inflazione, una delle più basse al mondo nel 2010. Il salario minimo mensile in Perù nel 2012 è stato innalzato a 280 US$.

### Dati economici
- Prodotto nazionale lordo (PPA): 322.904 milioni di $; pro capite 10.596 (stime 2012)[2].
- Riserve totali: 58,15 miliardi di dollari (stime 2012)[47].
- Tasso di crescita del PIL: 6,3% (stime 2012)[47].
- Inflazione: 3,6% (2012)[47].
- Disoccupazione: 7,7% (2012)[47].

La popolazione è impiegata in:
- agricoltura 0,7% - 7,8% del PIL
- industria 23,8% - 34% del PIL
- servizi 75,5% - 58,4% del PIL

Punti di forza: risorse minerarie ricche (anche petrolio), pesca abbondante, agricoltura diversificata, industria tessile fiorente.
Punti di debolezza: scarsi investimenti, banche deboli.

### Settore primario
Pesca: 9.520.000 ton.
Allevamento: pecore 13,6 milioni, capre 2 milioni, bovini 4,7 milioni, suini 2,5 milioni.

#### Agricoltura
Nel tempo degli inca si coltivavano soprattutto mais, patate e coca usando il metodo di coltivazione a terrazze. Ora si coltivano sempre patate e mais, di cui il Perù è il quinto esportatore al mondo, i carciofi e soprattutto gli asparagi, di cui il Perù è il secondo esportatore al mondo
Secondo un rapporto dell'Organizzazione delle Nazioni Unite per l'alimentazione e l'agricoltura (FAO), pubblicato nell'agosto del 2022, metà della popolazione peruviana, ovvero 16,6 milioni di persone, è moderatamente insicura dal punto di vista alimentare e più del 20%, ovvero 6,8 milioni di persone, è gravemente insicura dal punto di vista alimentare: rimane senza cibo per un'intera giornata o addirittura per più giorni. Il Perù è il Paese sudamericano più colpito dalla fame.
Il Direttore della FAO Perù sottolinea che "questo è il grande paradosso di un Paese che ha cibo a sufficienza per sfamare la sua popolazione. Il Perù è un produttore netto di cibo e una delle maggiori potenze agro-esportatrici della regione". L'insicurezza alimentare è dovuta alle forti disuguaglianze sociali e ai bassi salari, con il salario minimo del Perù che è uno dei più bassi del Sud America e il settore informale molto diffuso. Secondo la FAO, gli stessi piccoli agricoltori soffrono la fame. Mal pagati, subiscono anche l'impatto del cambiamento climatico e devono affrontare il problema del traffico di droga sulle loro terre e delle attività minerarie che impoveriscono il suolo.

#### Allevamento
In Perù si allevano diversi animali; nelle zone della sierra si allevano soprattutto lama e pecore; meno diffuso è l'allevamento di bovini e caprini.

#### Pesca
acciughe, sardine, gamberetti e olio di pesce sono tra i prodotti della pesca più esportati, anche se il più esportato in assoluto è la farina di pesce, della quale il Perù è il primo produttore al mondo.

### Settore secondario
Produzione di energia elettrica: 38,7 TWh (2011).
Petrolio: 152.600 b/g.
Minerali: argento, carbone, piombo, zinco, ferro, oro, rame.

#### Minerali
Il rame è il minerale maggiormente esportato, assieme all'argento; di questi due metalli il Perù infatti è il secondo esportatore al mondo. Abbondantemente presenti anche zinco, oro, prodotti petroliferi, piombo, ferro, stagno, fosfati, carbone, vanadio, bismuto, guano, mercurio, antimonio, molibdeno, tungsteno e sale.

#### Industria
I settori industriali più sviluppati sono quello tessile e quello siderurgico. Di rilievo anche la produzione di cemento, tabacco, metallurgia, alimentari, carta e chimica, sebbene non ancora esportata.

### Settore terziario

#### Esportazioni
USA 23%, Cina 7%, Giappone 7%, Svizzera 6%, Germania 6%, Altri 51%.

#### Importazioni
Nel 2008 le esportazioni US$ 31 529 000 000, hanno superato le importazioni US$ 28 439 000 000, soprattutto per i generi alimentari, i macchinari, attrezzature per trasporti, e prodotti industriali in genere.

#### Trasporti
L'Aeroporto Internazionale Jorge Chávez di Lima, situato nella provincia di Callao, è il più importante aeroporto del paese e nel 2014 ha registrato un traffico di 15,6 milioni di passeggeri. Altri quattro aeroporti internazioni sono l'Aeroporto Alejandro Velasco Astete di Cuzco, l'Aeroporto Rodríguez Ballón di Arequipa, l'Aeroporto Francisco Secada Vignetta di Iquitos e l'Aeroporto David Abensur Rengifo di Pucallpa. La flotta nazionale è composta da 695 navi.
La rete stradale è composta da 140672 km di strade (la guida è a destra) organizzate in tre grandi gruppi: le strade longitudinali, le strade di penetrazione e le strade di raccordo. Tutte si connettono alle capitali regionali peruviane e la maggior parte alle capitali provinciali, permettendo ai cittadini e agli autobus pubblici di arrivare in tutti i centri cittadini del paese. La rete autostradale è costituita da 2.495 km di strade ad alta velocità ("Panamericana").
La rete ferroviaria, di 2.020 km, serve principalmente per il trasporto di minerali dai centri di produzione ai centri di esportazione situati in diversi porti del paese.
La rete navigabile, di 8808 km, comprende anche affluenti del Rio delle Amazzoni e del Lago Titicaca.

#### Turismo

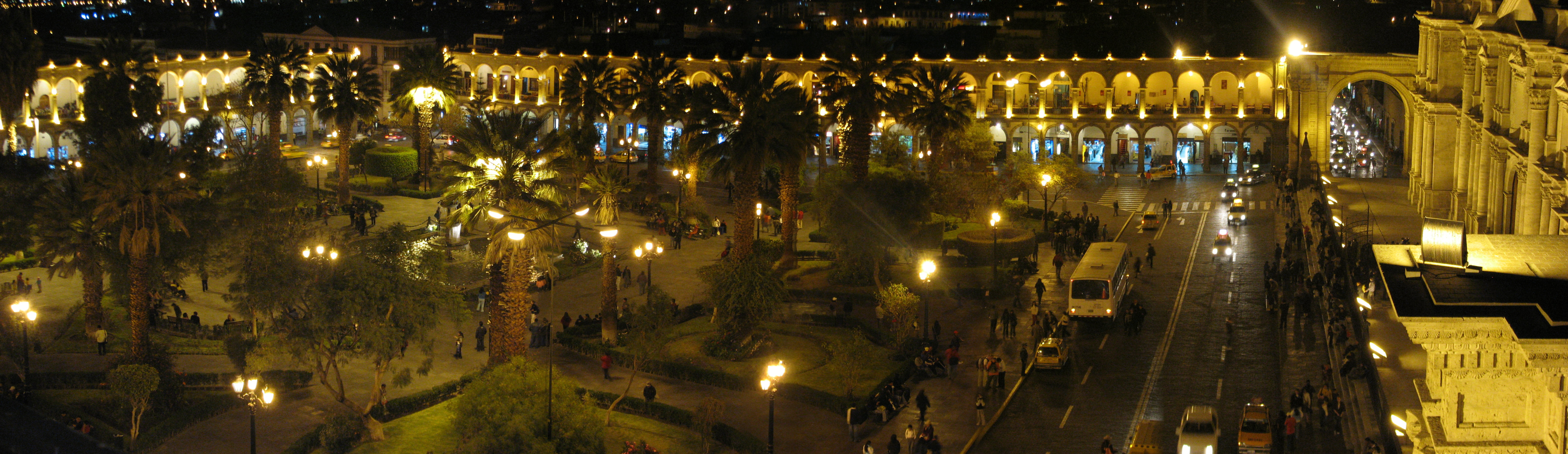
Centro storico di Arequipa, Patrimonio UNESCO

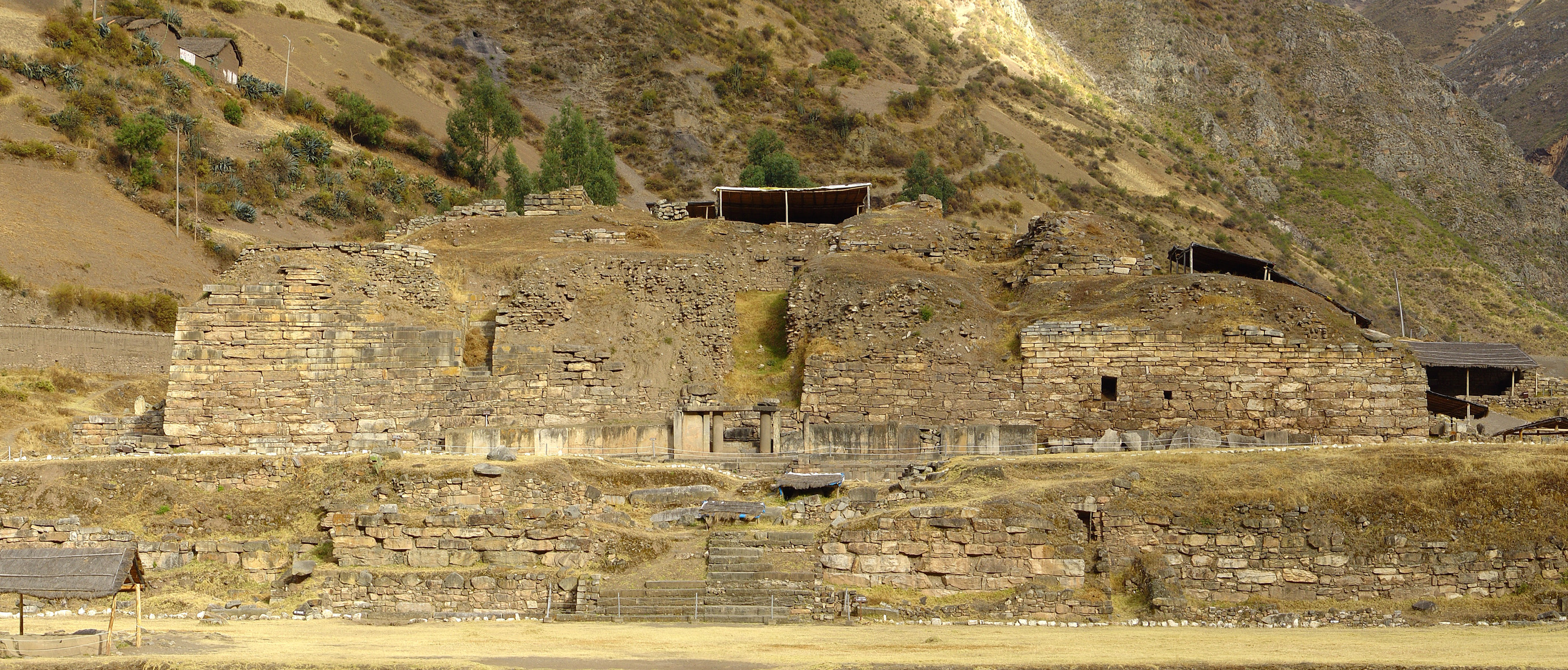
Chavín de Huantar, Patrimonio UNESCO

Il Perù accoglie ogni anno 4,3 milioni di turisti. La loro provenienza è: USA 22%, Argentina 12%, Cile 9%, Germania 8%, Spagna 7%, Italia 6%, Regno Unito 4%, Giappone 3%, Cina 2%, altri 27%.
Le principali mete turistiche sono i siti archeologici incaici e pre-incaici (come Machu Picchu e le Linee di Nazca), la città millenaria e coloniale di Cusco e le rovine dei dintorni, il Lago Titicaca e le sue isole, i famosi tesori del Signore di Sipan nella città di Chiclayo e la millenaria cittadella di Chan Chan, la città coloniale di Arequipa, la città pre-colombina e coloniale di Lima, la Cordigliera delle Ande, le riserve naturali di Paracas sull'oceano, di Pacasmayo nelle Ande e quella della foresta amazzonica.

## Ambiente
Gli habitat più importanti sono:
- foreste di arbusti e praterie montane (paramos al nord, punas al centro e al sud);
- foreste nebulari;
- foreste pluviali;
- deserto.

Il Perù aderisce ai seguenti trattati ambientali:
- Ramsar - protezione aree umide;
- Protocollo di Montréal - emissione di CFC;
- CITES - specie a rischi di estinzione;
- CBD - biodiversità;
- Convenzione di Basilea - rifiuti tossici;
- Protocollo di Kyoto - effetto serra.

### Flora
Il Perù è un paese con molti habitat naturali diversi: si passa infatti dalla foresta amazzonica fino al paesaggio delle Ande; per questo motivo, anche le specie animali e vegetali presenti sul territorio sono molto varie.
Nella foresta amazzonica si possono trovare piante tropicali (tra cui diverse specie di orchidee).
Tipici del deserto sono i cactus e altre piante grasse.

### Fauna

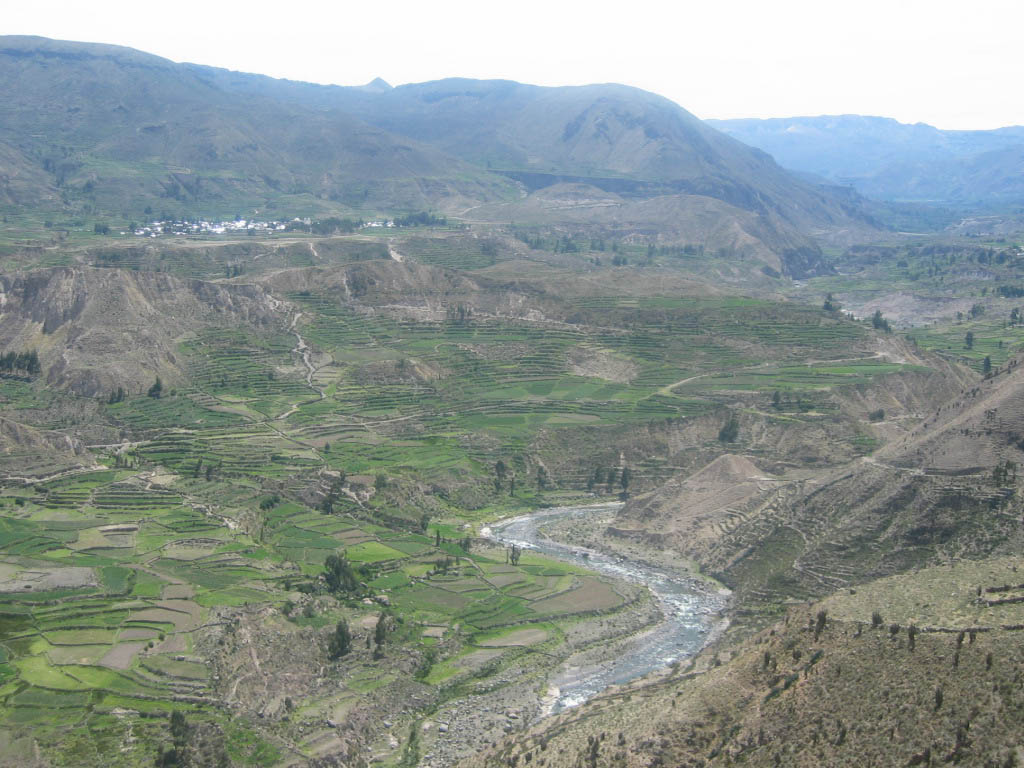
Valle del Colca

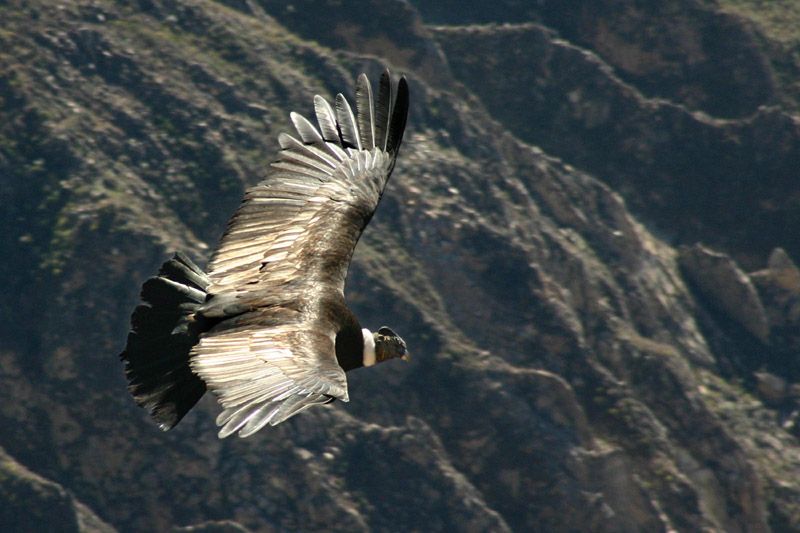
Condor (Vultur gryphus), valle del Colca

Si stima che in Perù esistano circa 400 specie di mammiferi, 1.700 di uccelli, 500 di rettili e anfibi e circa 2.000 di pesci.
Gli Inca veneravano 3 animali che sono tuttora presenti sul territorio: il giaguaro, il condor e il serpente. Nella foresta amazzonica peruviana si possono trovare specie di animali come il formichiere gigante, il caimano, varie specie di serpenti tra i quali la varietà velenosa nakanaka e numerose specie di boa, il tapiro, la tarantola, la lontra, il bradipo e diverse specie di scimmie; varietà di scoiattoli e roditori, tra i quali il capibara, il roditore più grande del mondo; numerose specie di pipistrelli, api e pappagalli.
Lungo la costa peruviana troviamo invece le otarie e nell'oceano anche le foche e le balene; numerose specie di uccelli come pellicani, cormorani e l'aquila pescatrice. Nel deserto vivono molte specie di insetti e aracnidi come il temibile scorpione.
Procedendo verso nord la costa si può suddividere in tre zone: deserti, depressioni e pampa e valli fluviali e fertili; qui si può trovare la volpe, il cervo, numerose specie di uccelli, gufi e barbagianni.
Nelle Ande peruviane gli animali sicuramente più famosi sono il lama, l'alpaca e la vigogna importanti per il commercio della lana.

### Aree protette
Le aree protette in Perù occupano oltre il 10% del territorio nazionale.
- Parque nacionales - Parchi nazionali.
  - Parco nazionale Cerros de Amotape.
  - Parco nazionale Cutervo.
  - Parco nazionale del Huascarán.
  - Parco nazionale Manu.
  - Parco nazionale del Rio Abiseo.
  - Parco nazionale Tingo María.
  - Parco nazionale Yanachaga Chemillén.
  - Parco nazionale Bahuaja-Sonene.
  - Parco nazionale Cordillera Azul.
  - Parco nazionale Otishi.
- Riservas nazionales - riserve nazionali.
  - Riserva nazionale Pampas Galeras-Bárbara D'Achille.
  - Riserva nazionale di Junín.
  - Riserva nazionale di Paracas.
  - Riserva nazionale Lomas de Lachay.
  - Riserva nazionale Titicaca.
  - Riserva nazionale Salinas y Aguada Blanca.
  - Riserva nazionale Calipuy.
  - Riserva nazionale Pacaya-Samiria.
  - Riserva nazionale Tambopata.
  - Riserva nazionale Allpahuayo Mishana.
- santuarios nacionales - santuari nazionali.
  - Santuario Nacional Huayllay.
  - Santuario Nacional Calipuy.
  - Santuario Nacional Lagunas de Mejía.
  - Santuario Nacional Ampay.
  - Santuario Nacional Los Manglares de Tumbes.
  - Santuario Nacional Tabaconas-Namballe.
  - Santuario Nacional Megantoni.
- santuarios históricos - santuari storici.
  - Santuario Histórico Chacamarca.
  - Santuario Histórico Pampa de Ayacucho.
  - Santuario Histórico Machu Picchu.
  - Santuario Histórico Bosque de Pomac.
- reservas paisajísticas - riserve paesaggistiche.
  - Reserva Paisajística Nor Yauyos-Cochas.
- zonas reservadas - zone riservate.
  - Zona Reservada Laquipampa.
  - Zona Reservada Pantanos de Villa.
  - Zona Reservada Tumbes.
  - Zona Reservada Algarrobal El Moro.
  - Zona Reservada Chancaybanos.
  - Zona Reservada Aymara Lupaca.
  - Zona Reservada Gueppi.
  - Zona Reservada Río Rimac.
  - Zona Reservada Santiago-Comaina.
  - Zona Reservada Alto Purus.
  - Zona Reservada Cordillera de Colan.
  - Zona Reservada Huayuash.
- bosques de protección - foreste di protezione.
  - Bosque de protección A.B. Canal Nuevo Imperial.
  - Bosque de protección Puquio Santa Rosa.
  - Bosque de protección Pui Pui.
  - Bosque de protección San Matías-San Carlos.
  - Bosque de protección Pagaibamba.
  - Bosque de protección Alto Mayo.
- reservas comunales - riserve comunali.
  - Reserva Comunal Yanesha.
  - Reserva Comunal El Sira.
  - Reserva Comunal Amarakaeri.
  - Reserva Comunal Ashaninka.
  - Reserva Comunal Matsiguenga.
- cotos de caza - riserve di caccia.
  - Coto de caza El Angolo.
  - Coto de caza Sunchubamba.

### Siti naturali
- Bosque Nacional de Tumbes
- Cañón del Colca
- Cañón del Cotahuasi
- Chanchamayo
- Coto de Caza El Angolo
- Deserto di Sechura
- Inca trail
- Isla Amantani
- Isla Suasi
- Isla Lobos de Afuera
- Isla Lobos de Tierra
- Isla Taquile
- Isole Ballestas
- Lago Titicaca
- Lago Sandoval
- Laguna de Salinas
- Penisola di Illescas
- Penisola di Paracas
- Tres Cruces
- Valle de los Volcanes
- Yarinacocha

## Cultura

### Arte

#### Pittura e scultura
In campo pittorico ricordiamo Adrián de Alesio, che visse nel XVII secolo e fu noto anche come poeta, Diego Quispe Tito, José Sabogal, Enrique Camino Brent, Camilo Blas, mentre per la scultura Víctor Delfín.

#### Artisti peruviani (selezione)
- Martín Chambi (1891–1973), fotografo
- Daniel Hernández (1856–1932)
- Harry Roldán Pinedo Valera (nato 1988)
- Diego Quispe Tito (1611–1681)
- Boris Vallejo (nato 1941)
- Alberto Vargas (1896–1982)

### Patrimoni dell'umanità
Il Perù vanta un ricco patrimonio storico e culturale di grande valore tanto che diversi siti peruviani sono stati inseriti nella Lista dei patrimoni dell'umanità dell'UNESCO.

### Letteratura

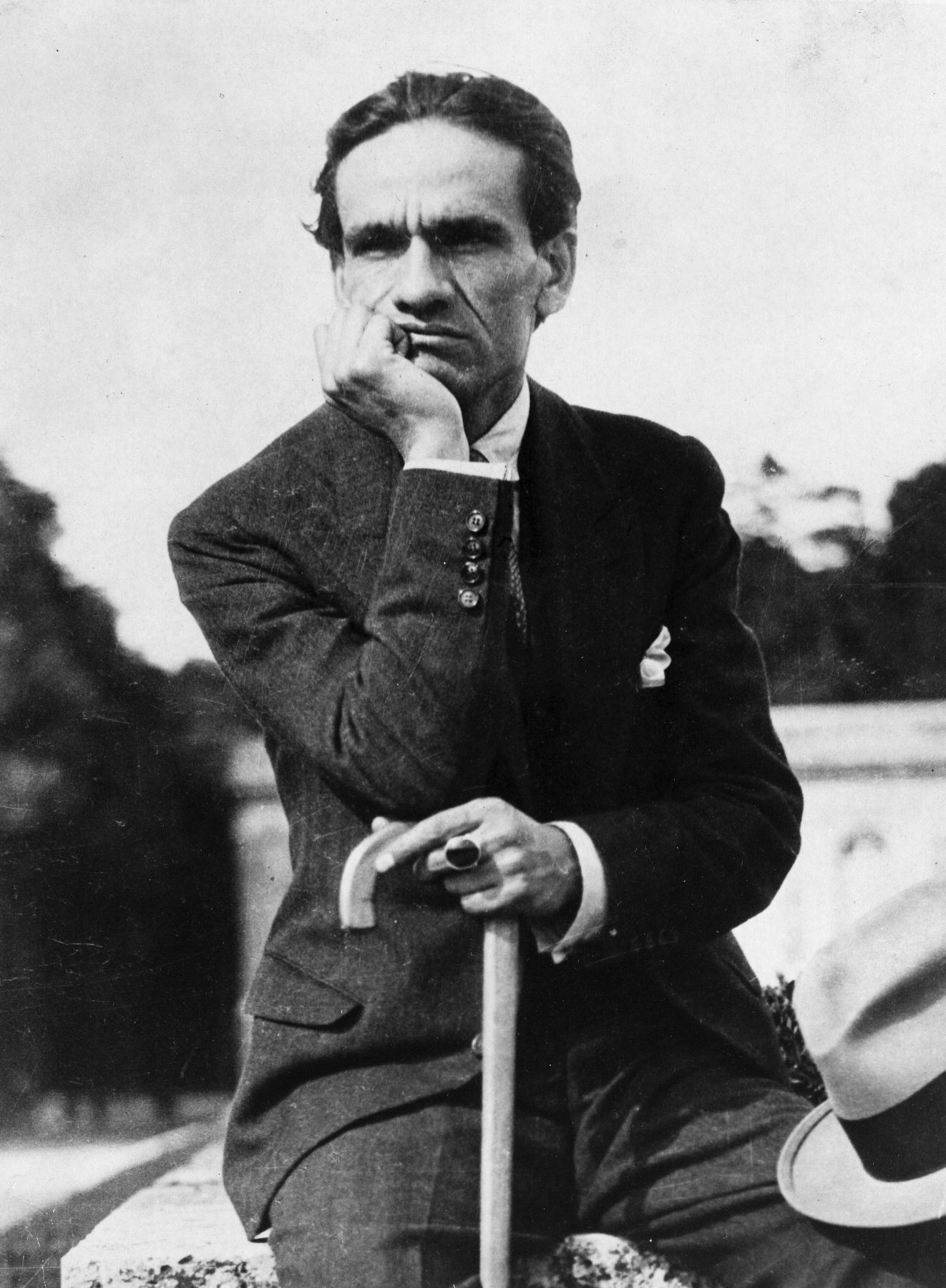
César Vallejo

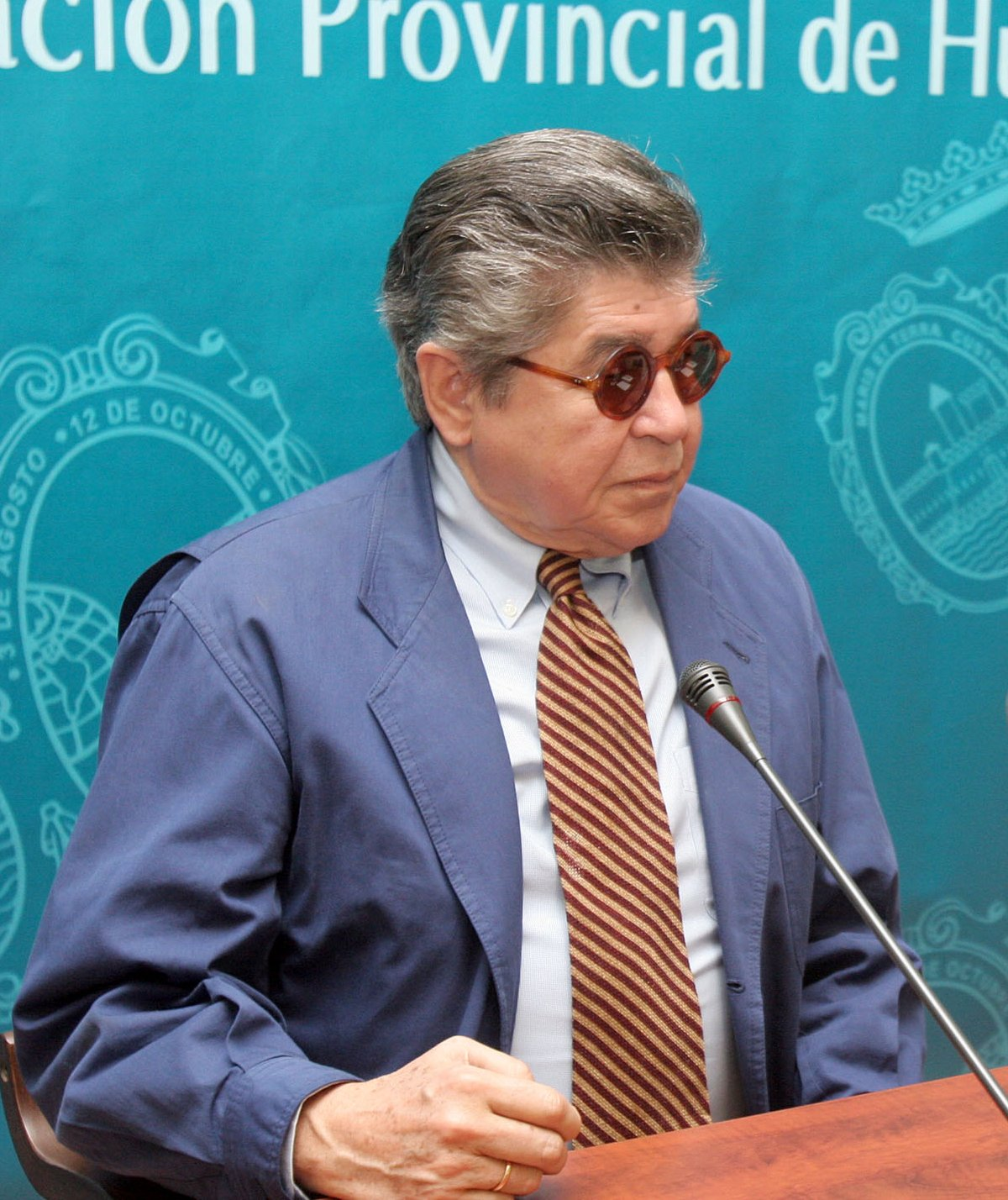
Alfredo Bryce Echenique

Un aspetto culturale importante viene occupato dalla letteratura peruviana: tra il XVI e il XVII secolo spicca Garcilaso de la Vega, che si occupò di tematiche sul popolo inca. Nel XX secolo si distinsero Clemente Palma, esponente del modernismo, José María Arguedas, Ciro Alegría, Alberto Hidalgo, che si colloca tra i primi esempi dell'avanguardia nella letteratura peruviana, José Carlos Mariátegui, tra i più importanti pensatori marxisti nell'America Latina. Tra i poeti spicca, inoltre, la figura di César Vallejo. Tra il XX e il XXI secolo spicca Mario Vargas Llosa, Premio Nobel per la letteratura, nel 2010, e autore del romanzo Conversazione nella Cattedrale (1969).
Altri scrittori noti sono Jaime Bayly, Manuel Scorza, Alfredo Bryce Echenique, Julio Ramón Ribeyro, Abraham Valdelomar.

### Musica

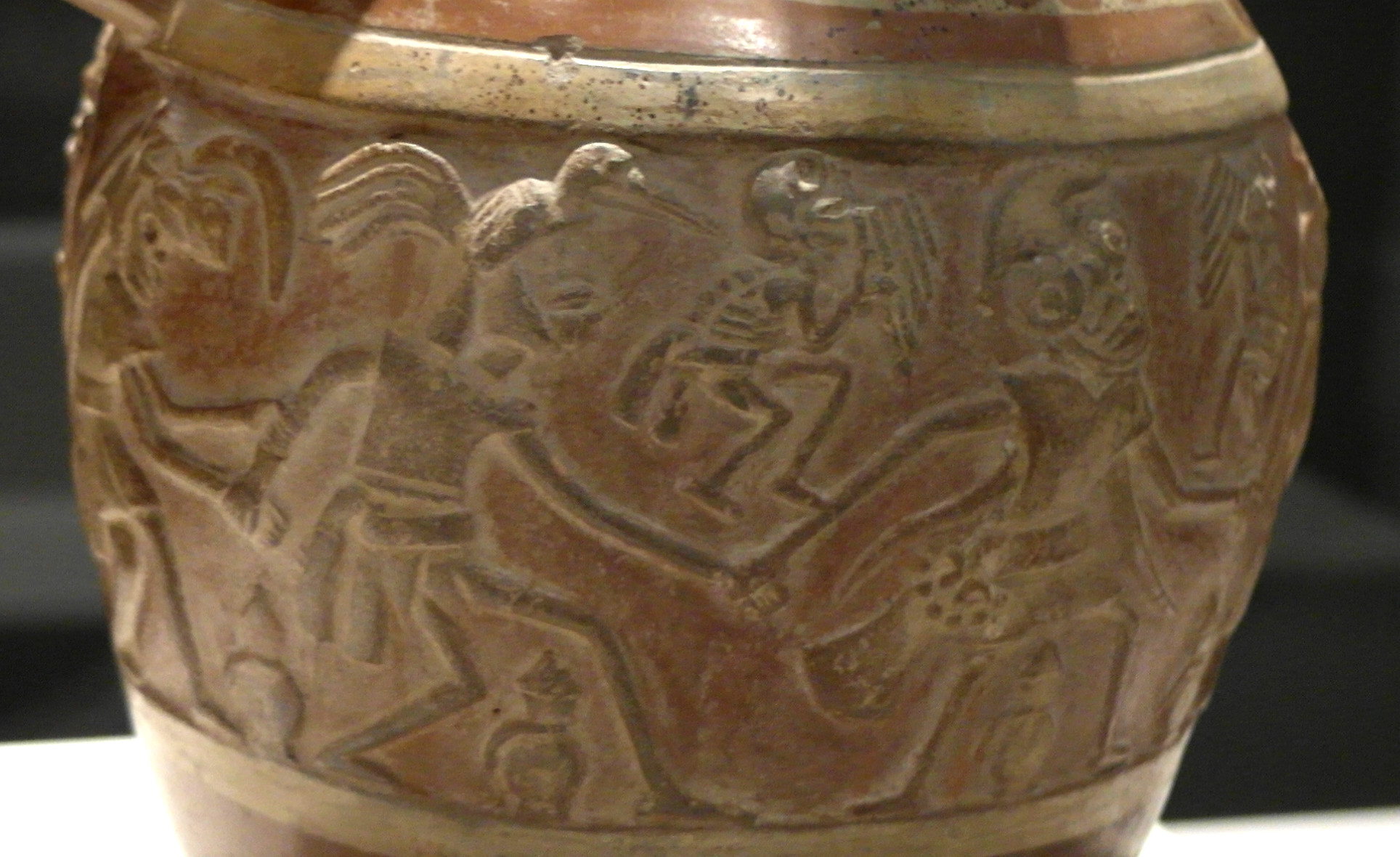
Vaso rappresentativo di danza Mochica

La musica peruviana, come il Perù stesso, ha come caratteristica principale il suo multiculturalismo. La musica è espressione di diversi gruppi etnici indigeni quali i quechuas (discendenti degli Incas), gli aymaras, i diversi gruppi amazzonici e le popolazioni immigranti arrivate dopo la colonizzazione, principalmente spagnoli, africani, cinesi, giapponesi, italiani, ecc.
La musica peruviana ha una storia millenaria. Infatti, trova le sue origini nelle popolazioni pre-incaiche, la civiltà Caral (3000 a.C.) e le evidenze più significative di strumenti musicali e danze popolari sono espressioni della civiltà mochica, del II secolo d.C. Successivamente, la musica indigena peruviana regionali trova il suo massimo sviluppo nel periodo dell'Impero Inca (1200 d.C.). Con l'arrivo dei colonizzatori spagnoli inizia la fase di fusione interculturale con la cultura europea e successive con le diverse comunità straniere che arrivano nel periodi coloniale e repubblicano fino ai giorni d'oggi.
Ci sono diversi generi musicali che rispecchiano tale multiculturalità, tra cui il huayno e le sue varianti regionali, el huaylas, los carnavales, los caporales, tinkus e morenadas nella zona andina del Perù; la marinera nortegna e limegna, il tondero, i vals, le polkas, il festejo e la cosiddetta musica "criolla", nella zona della Costa peruviana; e la danze amazzoniche di origine indigena nella zona amazzonica del Paese.
Il Perù è culla di grandi cantanti lirici, di opera e di opera versatile. Una delle figure principali fu la mitica Yma Sumac, un soprano versatile con grandi ranghi vocali.
Luigi Alva 1927, è considerato il re dei tenori leggeri degli anni cinquanta e sessanta. Consacrandosi nella interpretazione di Paolino nel Matrimonio Secreto, nella Scala di Milano. Lavorando in poi con grandissimi direttori del mondo come: Herbert von Karajan, Leonard Bernstein e George Solti.

Luigi Alva

Un illustre e attuale cantante tenore di musica lirica è Juan Diego Flórez, da molti ritenuto degno erede del maestro Luciano Pavarotti.

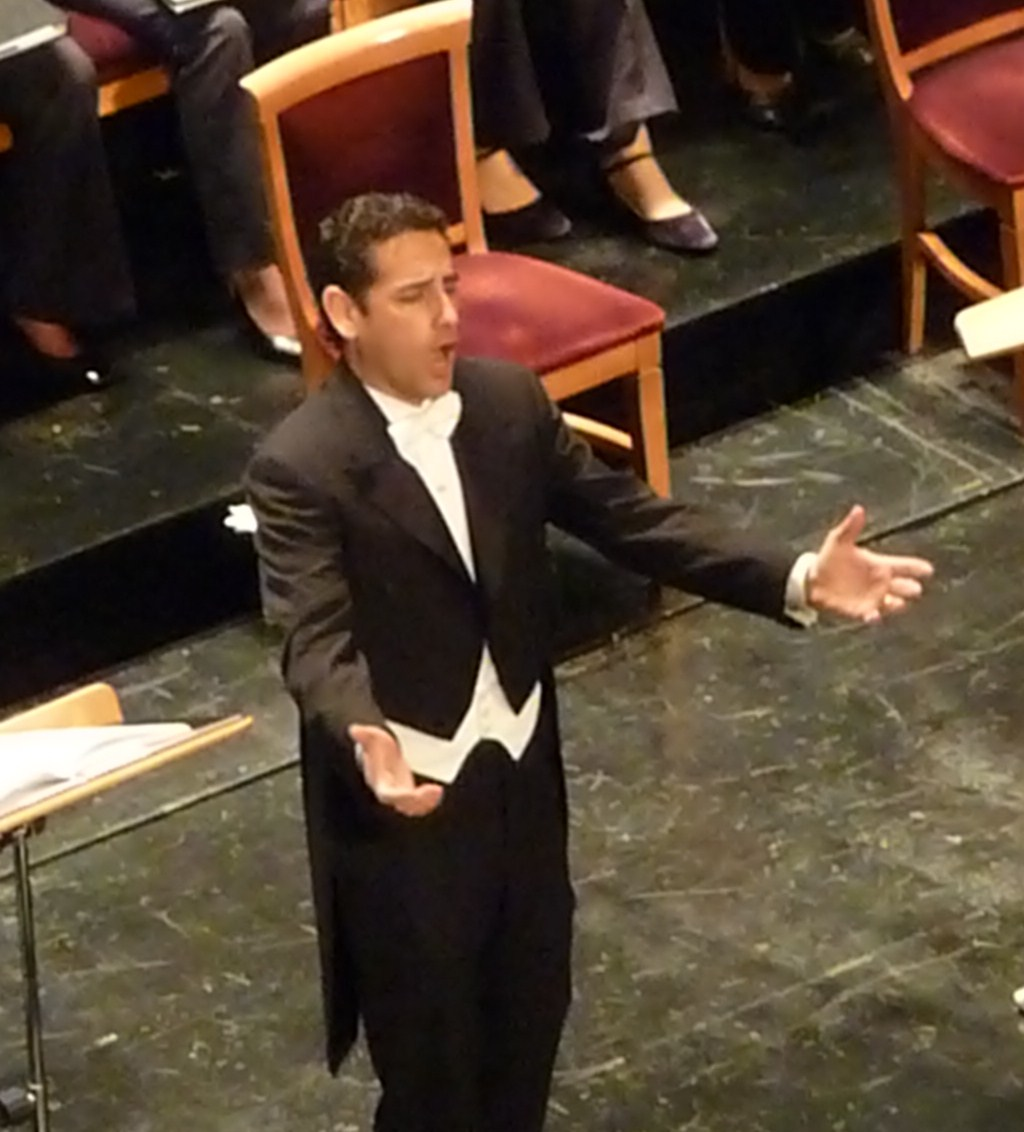
Juan Diego Flórez

Da ricordare anche la figura del compositore peruviano Daniel Alomía Robles, interprete del brano El Cóndor Pasa (1913), la canzone simbolo del Perù .
Da segnalare, nel campo della musica classica, la figura di Enrique Pinilla che, terminati gli studi in Spagna, fondò a Lima l'Escuela Superior de Cine y Televisión.
Altri generi musicali hanno grandi rappresentanti peruviani come la musica popolare leggera: La grande Chabuca Granda, popolarissima per il tema La flor de la canela e per i vals peruviani, Yma Sumac, per la musica esotica, Alicia Maguiña, Lucha Reyes, una delle personalità afro-peruviane più rilevanti nel panorama musicale del suo paese e la vincitrice del Grammy Awards Susana Baca.
Tuttavia, nelle popolazioni "popolari" di Lima Capitale è molto diffusa la Salsa, genere musicale originario degli abitanti dell'America Centrale e la Cumbia, di origine colombiano, la quale si è diversificata in diversi stili che vanno dalla cumbia nortegna di cui gruppi como "ll  Grupo 5., Agua  Marina., sono i maggiori esponenti; alla cumbia Amazzonica, detta "Salsa Selvatica", con gruppi come  Los Mirlos.; alla cumbia andina, espressione della fusione fra la cumbia e il Huayno, seguito inizialmente dalle popolazioni andine che migravano alla città di Lima capitale, di cui artisti come  Pintura Roja.,  Los Chapis. o  Chacalòn., sono i maggiori rappresentanti.
Altri generi musicali seguiti soprattutto dai "più giovani" sono il Reggaeton, il l'hip hop, la samba, il Merengue, l'afro-peruviano e il rock. Una tipica danza de Perù viene chiamata marinera, mentre uno strumento musicale a corde viene chiamato charango.
È da ricordare inoltre che il 31 ottobre di ogni anno si celebra in Perù il Día de la Canción Criolla (Giorno della Canzone Creola)

### Cinema
Il primo film peruviano candidato per l'Oscar al miglior film straniero fu, nel 2010, Il canto di Paloma, diretto dalla regista Claudia Llosa.

### Scienza e tecnologia

#### Medicina
Nel XIX secolo si distinse la figura di Daniel Alcides Carrión (1857-1885), da cui prende il nome la Malattia di Carrion: il 5 ottobre, in Perù, in onore alla sua data di morte, viene celebrato il Giorno della medicina peruviana (Día de la medicina peruana)

#### Il Perù nello spazio
- 15 maggio 1997: Carlos Noriega è il primo astronauta peruviano e latinoamericano a viaggiare nello spazio con la NASA [78].
- 21 novembre 2013: viene lanciato PUCP-Sat 1, il primo satellite peruviano [79].

## Sport
La pratica dello sport in Perù risale all'epoca pre-Inca, poi continuata con la civiltà Inca. Con l'arrivo degli spagnoli in questo paese lo sport cambiò radicalmente, e gli eventi sportivi divennero quelli della tradizione europea. Più tardi, fu influenzato dalla ideologia americana per questioni di marketing.
La storia peruviana ai Giochi olimpici è piuttosto breve; il Perù ha vinto la sua prima e unica medaglia d'oro nel tiro a segno pistola libera con Edwin Vásquez Cam alle Olimpiadi di Londra del 1948.
Questo sport ha vinto tre delle quattro medaglie olimpiche del Perù in tutta la sua storia: nel 1948 con Francisco Boza, nel 1984 e nel 1992 con Juan Giha, questi ultimi due entrambi medaglie d'argento. L'altra medaglia d'argento vinta dal Perù alle Olimpiadi fu nella pallavolo, quando nel 1988 a Seul la squadra femminile, cedendo solo in finale 3-2 all'Unione Sovietica, fu la prima squadra sudamericana in questa disciplina a vincere una medaglia. Il team era composto da Luisa Cervera, Alejandra Di Guerra, Denisse Fajardo, Miriam Gallardo, Rosa Garcia, Sonia Heredia, Katherine Cornea, Natalia Malaga, Gabriela Pérez del Solar, Cecilia Tait, Gina Cenaida Torrealva e Uribe.

### Calcio
Il calcio, lo sport più popolare al mondo, è il più praticato anche in Perù, come in tutto il Sudamerica. Si riescono a trovare campetti di calcio amatoriali sparsi in ogni località, anche a 4000 metri. Il Campeonato Descentralizado è il più importante torneo nazionale, e la Nazionale di calcio del Perù ha avuto qualche spunto importante sulla scena mondiale nel passato. Ha partecipato alle fasi finali della Coppa del Mondo cinque volte, la sua ultima apparizione è stata nell'edizione 2018, a distanza di 36 anni, dove è stata eliminata al primo turno da Francia e Danimarca. Il Perù ha vinto due volte la Coppa America, nel 1939 e nel 1975. A livello di club, nessuna squadra peruviana ha vinto la Coppa Libertadores: il Club Universitario de Deportes di Lima arrivò in finale nell'edizione del 1972 essendo poi sconfitto dall'Independiente, e lo Sporting Cristal perse la finale del 1997 col Cruzeiro.
L'unica squadra peruviana che ha vinto un titolo internazionale è il Cienciano, vincitore della Copa Sudamericana 2003 e della Recopa Sudamericana 2004.
Tra i calciatori peruviani ricordiamo Teófilo Cubillas, universalmente considerato il più grande calciatore peruviano di tutti i tempi.

### Tennis
Atleti peruviani noti per i risultati ottenuti nel proprio sport sono: il tennista Alex Olmedo, che nel 1959 arrivò in finale di tre tornei del Grand Slam, vincendo gli Open d'Australia e Wimbledon e perdendo gli US Open da Neale Fraser. Luis Horna, anch'esso tennista, vinse il torneo di doppio al Roland Garros nel 2008 assieme all'uruguaiano Pablo Cuevas, prima coppia sudamericana a riuscire nell'impresa.

### Surf

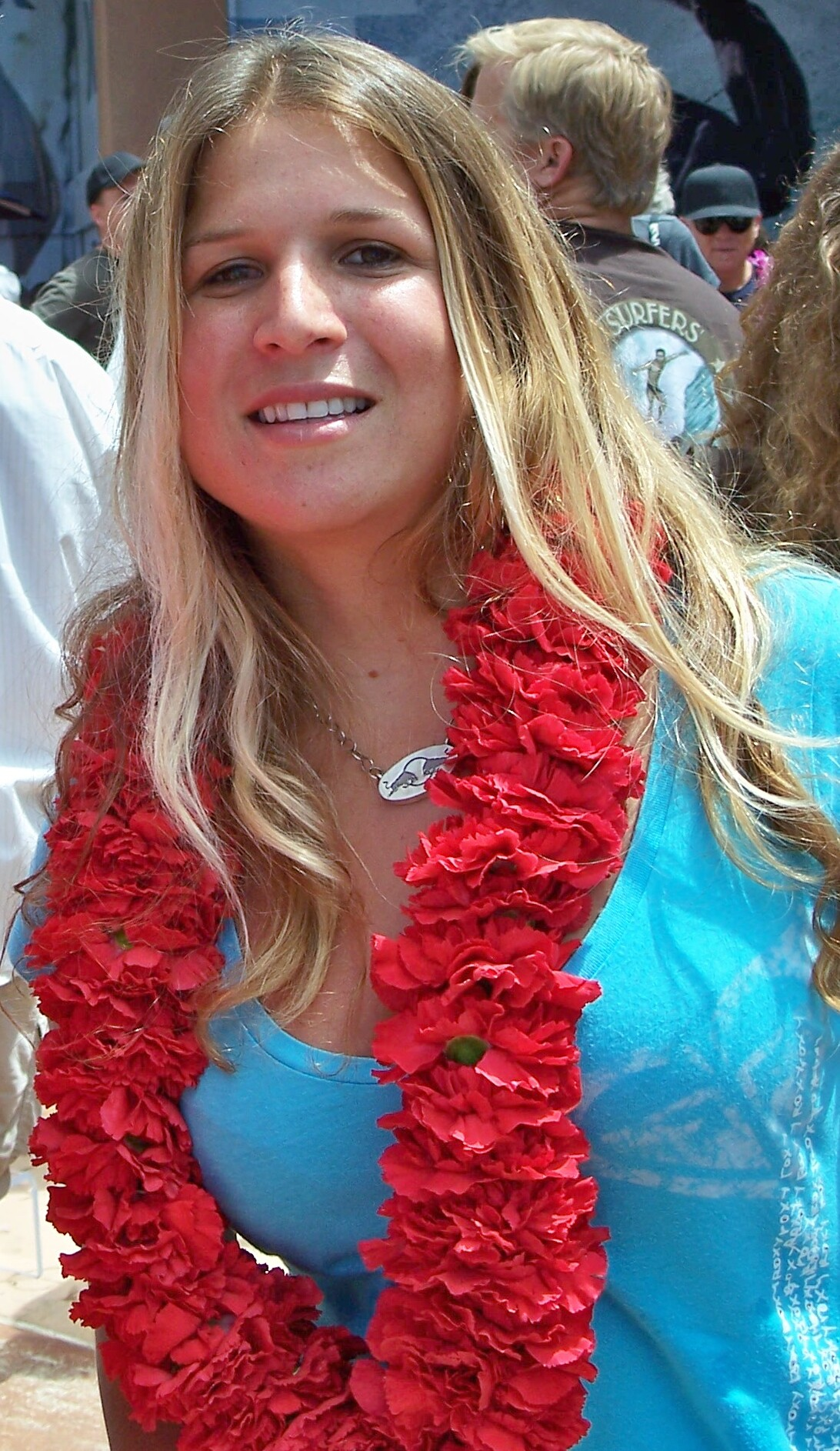
Sofía Mulánovich

Felipe Pomar e Sofía Mulánovich sono stati campioni del mondo di surf: Sofía Mulánovich, in particolare, è stata la prima surfista sudamericana a diventare Campione del mondo ottenendo un importante successo nell'ASP World Tour, nel 2004.

### Pugilato
Anche il pugilato ha dato qualche soddisfazione ad atleti peruviani: Kina Malpartida è stata campionessa super-piuma della World Boxing Association, Alberto Rossel campione WBA dei pesi mosca.

### Vela
Nella vela ricordiamo soprattutto l'importante affermazione di Alexander Zimmerman, campione del mondo della vela nella categoria Sunfish.

### Giochi olimpici
La prima medaglia olimpica per il Perù fu quella d'oro vinta nel tiro a segno da Edwin Vásquez, ai Giochi olimpici di Londra 1948.

### Altri sport
In altri sport, Edgar Prado vinse nel 2006 il Kentucky Derby, Antonina e Valentina Ševčenko campionesse del mondo di muay thai, Inés Melchor medaglia di bronzo ai Giochi Panamericani e primatista sudamericana nella maratona, Delfina Cuglievan campionessa del mondo di sci acquatico, e Miguel Sarria di kick boxing. E ancora Jimmy Eulert medaglia d'oro ai Giochi Paralimpici di Atlanta 1996 e Sydney 2000, Akio Tamashiro medaglia di bronzo ai mondiali di karate. Due peruviani hanno eccelso anche negli scacchi: Julio Granda Zúñiga, che si mise in luce nel 1980 quando a 14 anni vinse il mondiale under-14, e Emilio Córdova, il più giovane Grande Maestro peruviano, titolo che ottenne nel 2007 a soli sedici anni.

## Tradizioni

### Gastronomia

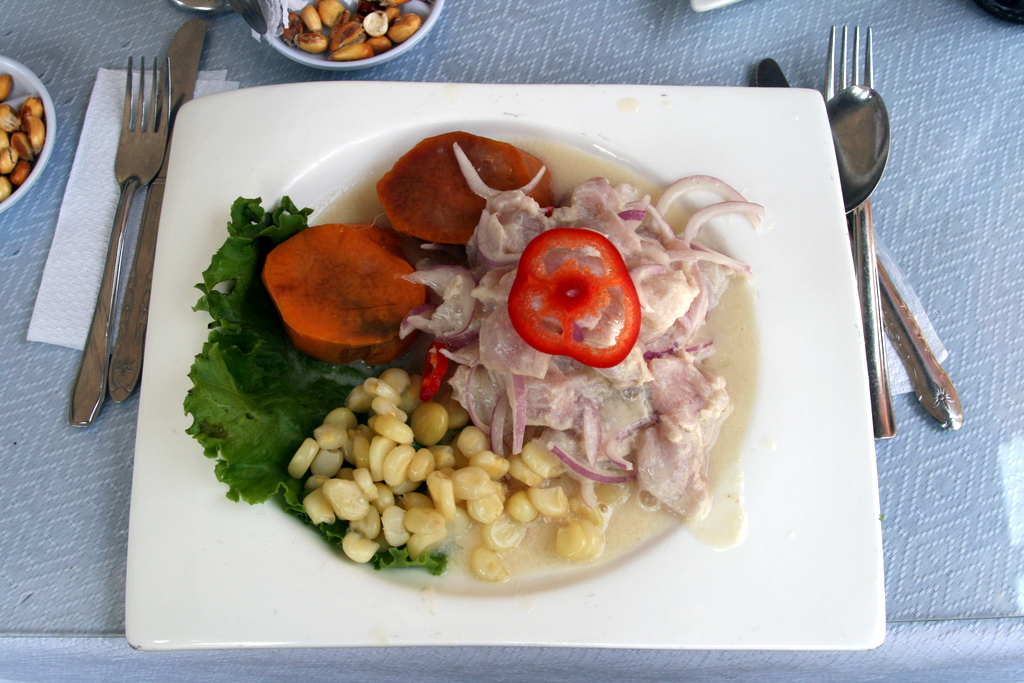
Ceviche

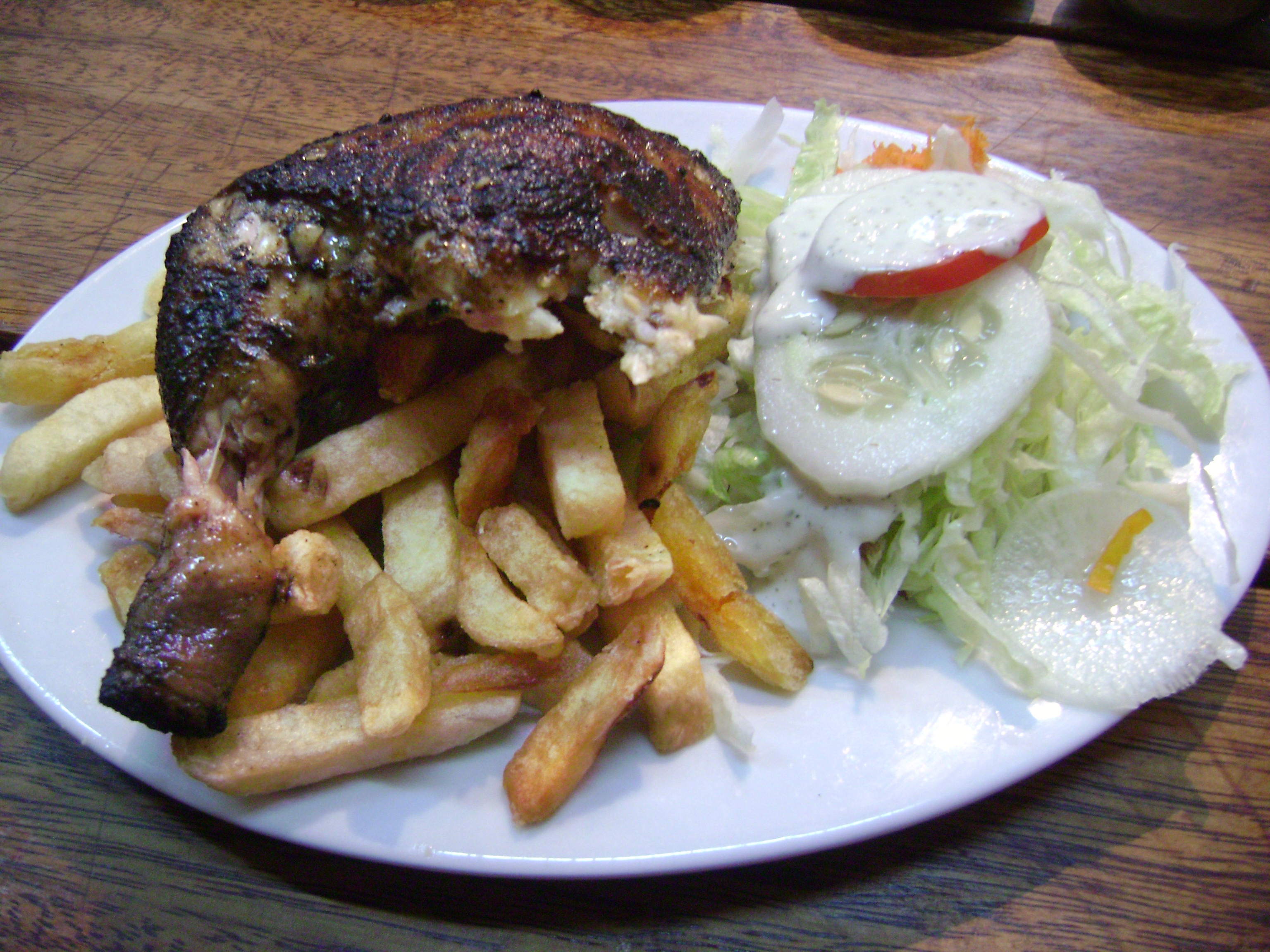
Pollo a la brasa

#### Piatti tipici
- Cavia (porcellino d'India) servita al forno, fritta o alla griglia
- Ají de gallina
- Papa a la huancaína
- Causa a la limeña
- Lomo saltado
- Anticucho
- Ceviche
- Carapulcra
- Pollo a la brasa

### Miti e folclore
La religione inca è costituita da leggende e miti che assumono una rilevanza culturale importante.

## Festività e ricorrenze nazionali
- 1º gennaio - Capodanno[83]
- marzo-aprile - Settimana santa: il pomeriggio del giovedì santo e il venerdì santo, oltre la domenica di Pasqua.[83]
- 1º maggio - Festa del lavoro[83]
- 29 giugno - San Pedro y San Pablo (SS. Pietro e Paolo)[83]
- 16 luglio - Virgen del Carmen[83]
- 28 luglio e 29 luglio - Fiestas Patrias (Indipendenza del Perù dalla Spagna, 1821)[83] e (29 luglio), in onore delle Forze Armate e della Polizia Nazionale del Perù
- 30 agosto - Santa Rosa de Lima[83]
- 8 ottobre - Battaglia di Angamos[83]
- 1º novembre - Ognissanti[83]
- 8 dicembre - Festa dell'Immacolata Concezione[83]
- 25 dicembre - Natale (Festa nazionale)[84][85]

### Altre ricorrenze nazionali
- 5 ottobre: Día de la medicina peruana (Giorno della medicina peruviana), in onore alla data di morte dello studente di medicina Daniel Alcides Carrión (1857-1885).[86][87]
- 31 ottobre: Día de la Canción Criolla (Giorno della canzone criolla), omaggio alla Música criolla.[88][89]